# František Antonín Jelínek
František Antonín Jelínek (8. března 1890 Praha-Nové Město – 26. února 1977 Kochánov, tehdy součást obce Lipnička) byl český akademický malíř, figuralista.

## Život a dílo

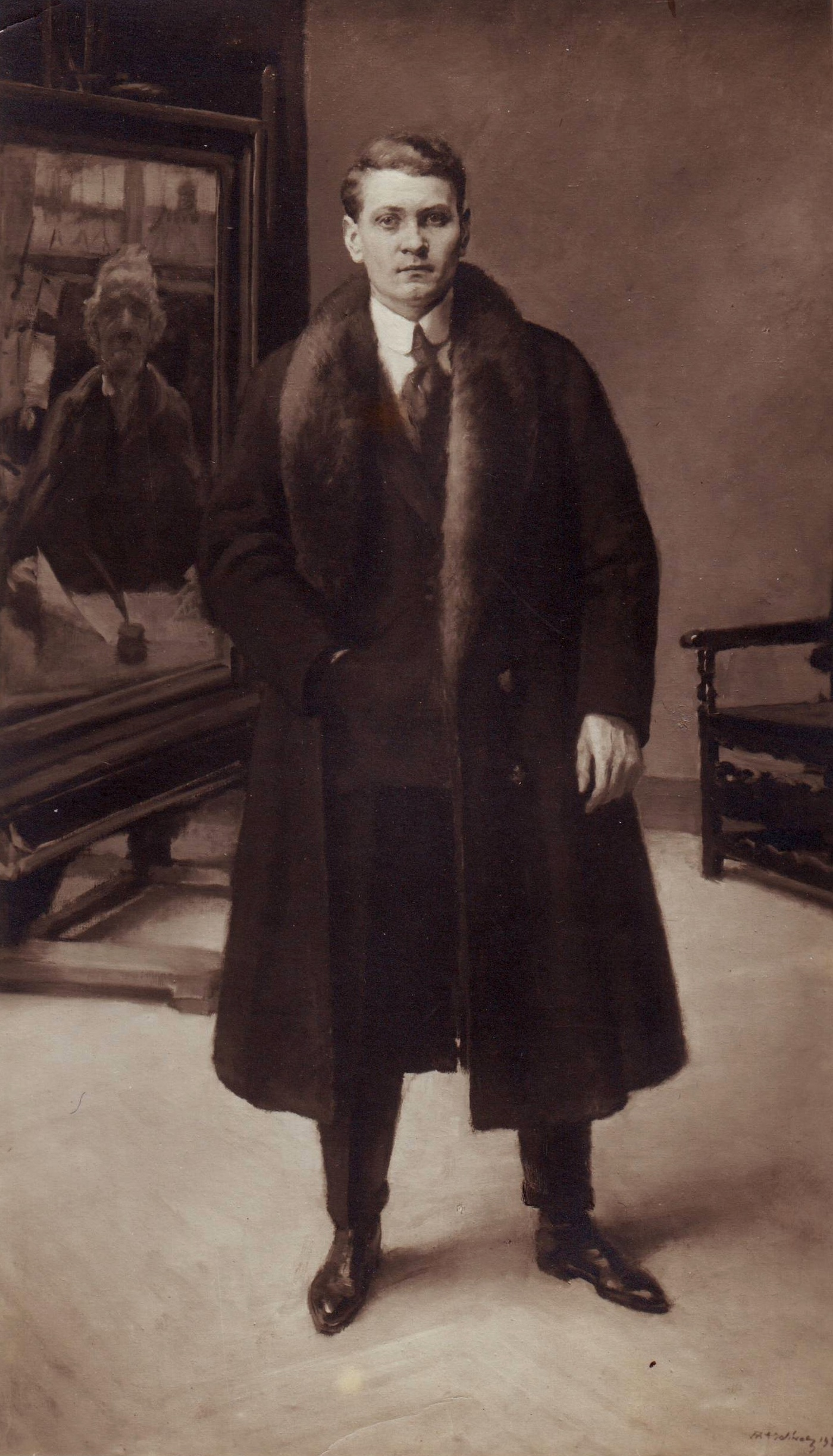
Fr. A. Jelínek – autoportrét (1921)

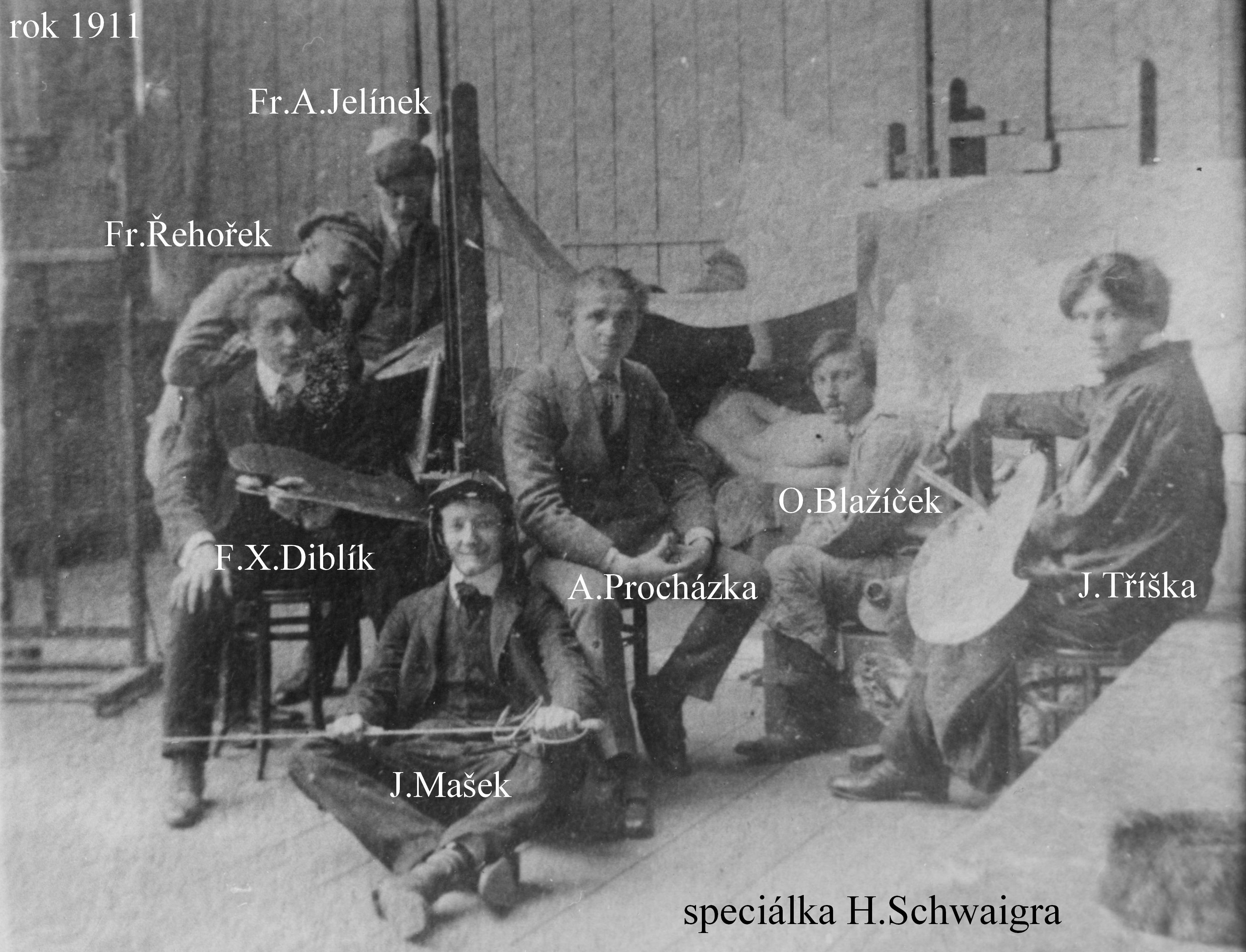
AVU v Praze, žáci speciálky H. Schwaigra, Fr. A. Jelínek, Fr. Řehořek, F. X. Diblík, J. Mašek, A. Procházka, O. Blažíček a J. Tříška v roce 1911

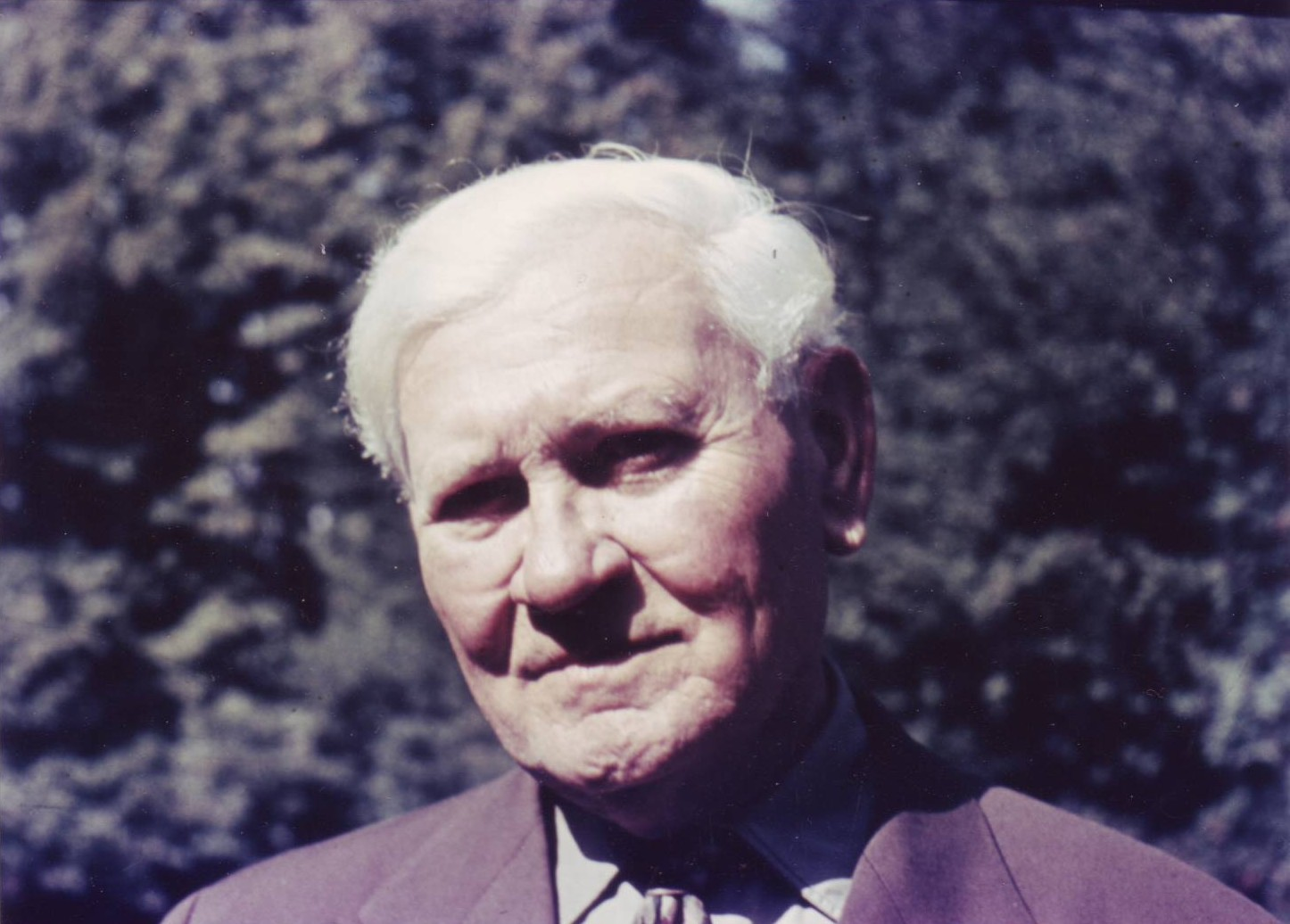
Ak. mal. Fr. A. Jelínek v roce 1965

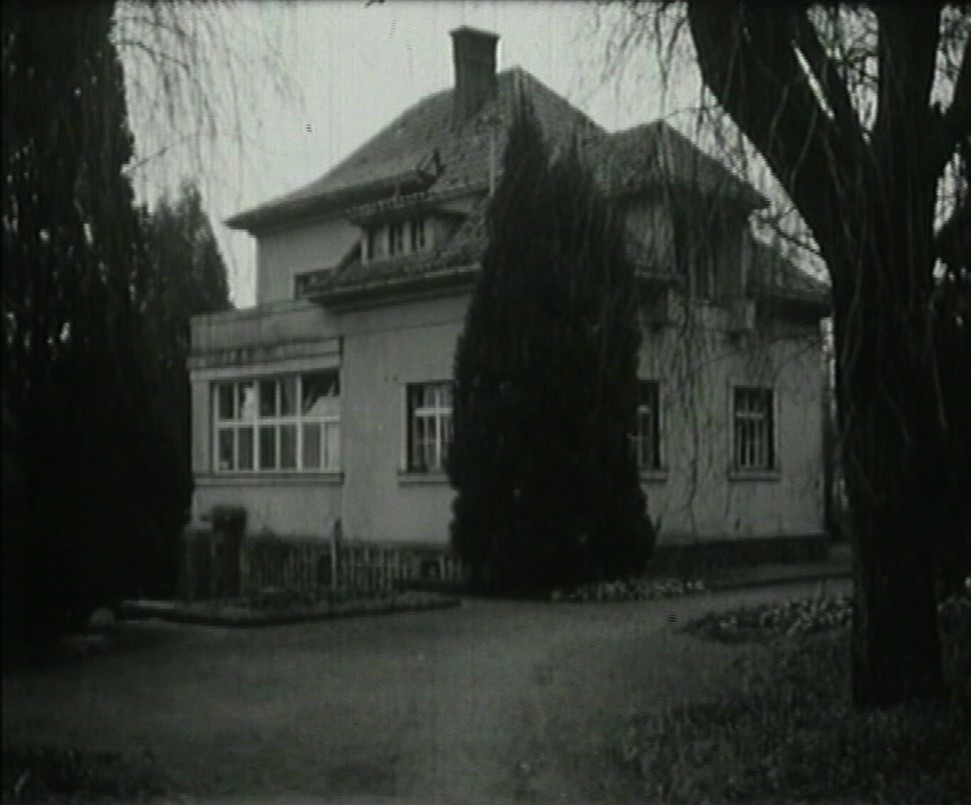
Vila ak. mal. Fr. A. Jelínka v Kochánově

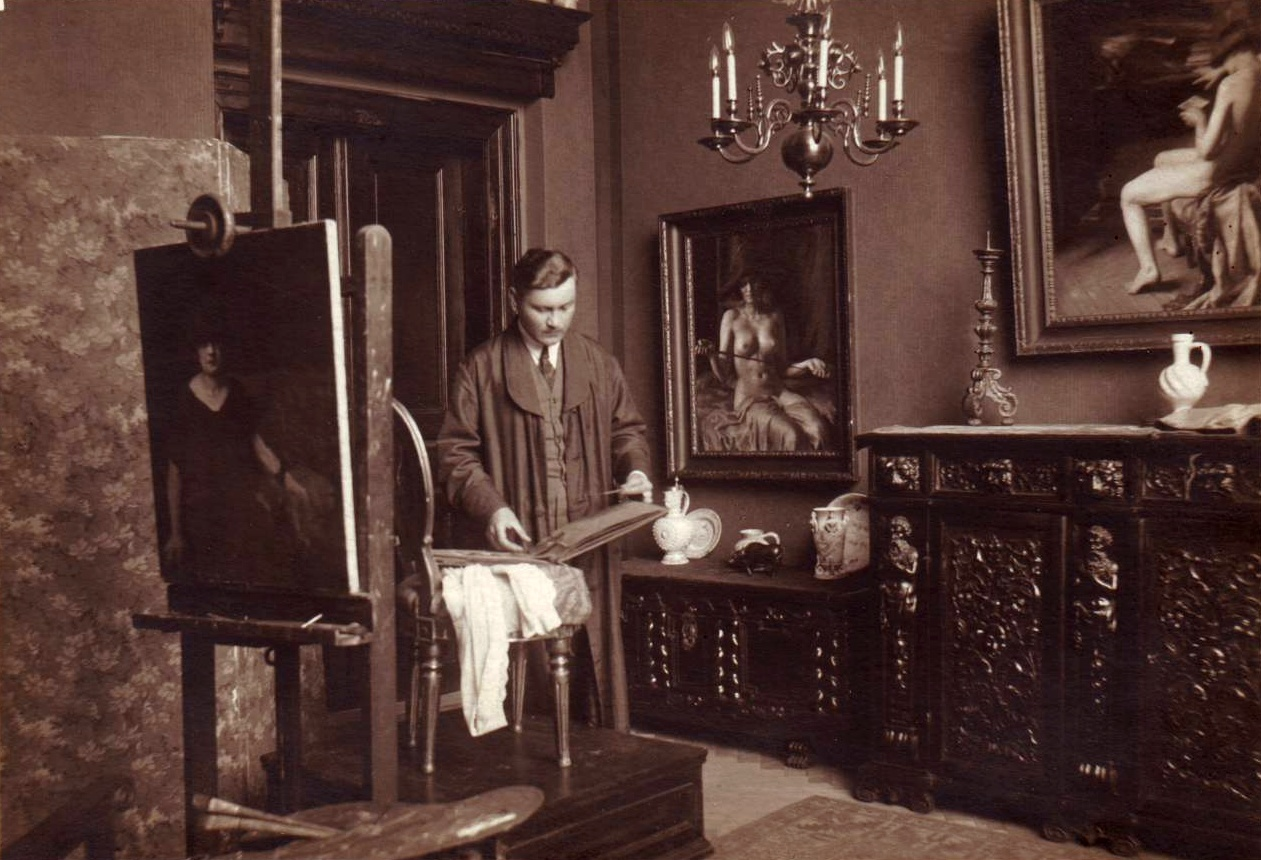
Ateliér ak. malíře Fr. A. Jelínka v Praze na Starém Městě Karlova ulice v roce 1920

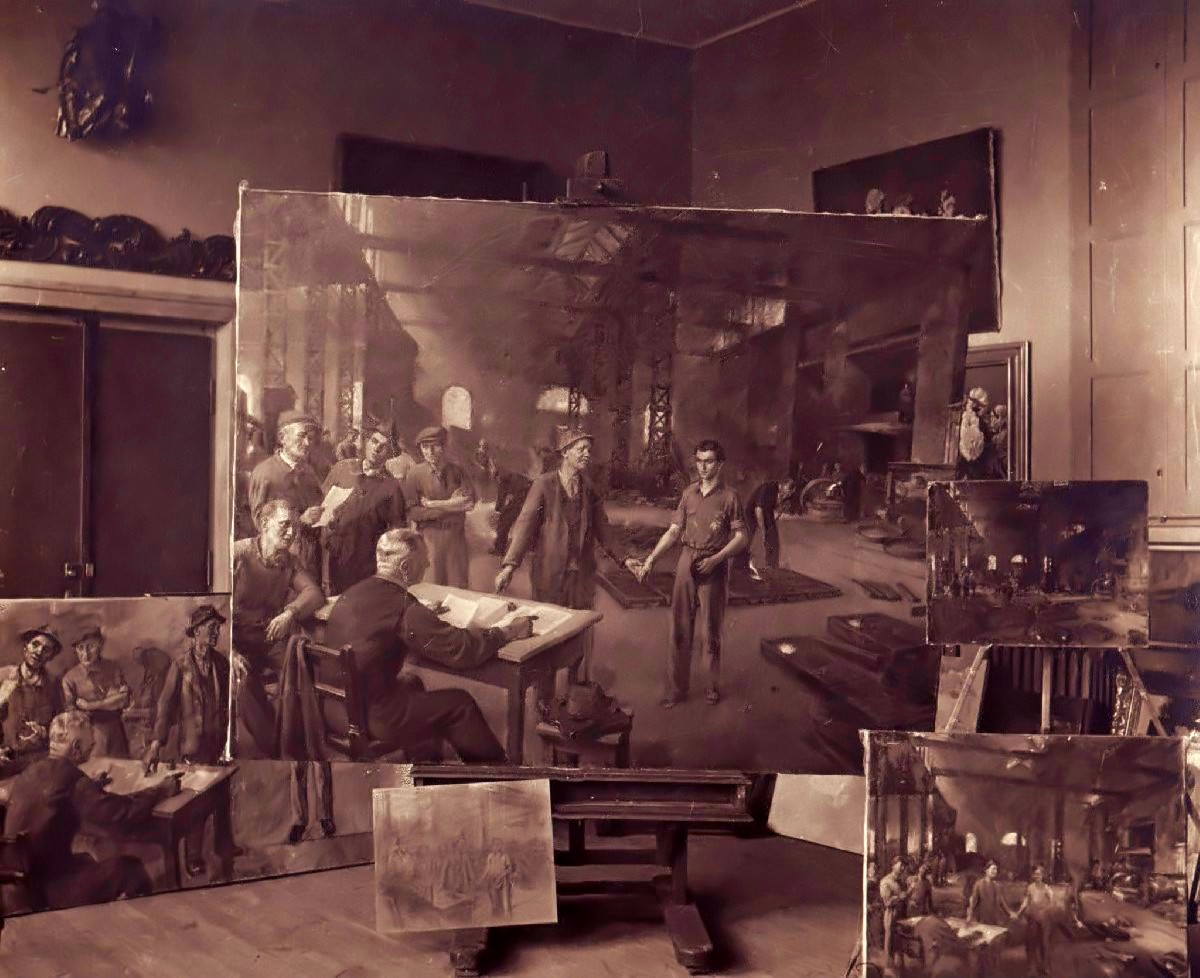
Ateliér ak. mal. Františka Antonína Jelínka v kochánovské vile (50. léta 20. stol.)

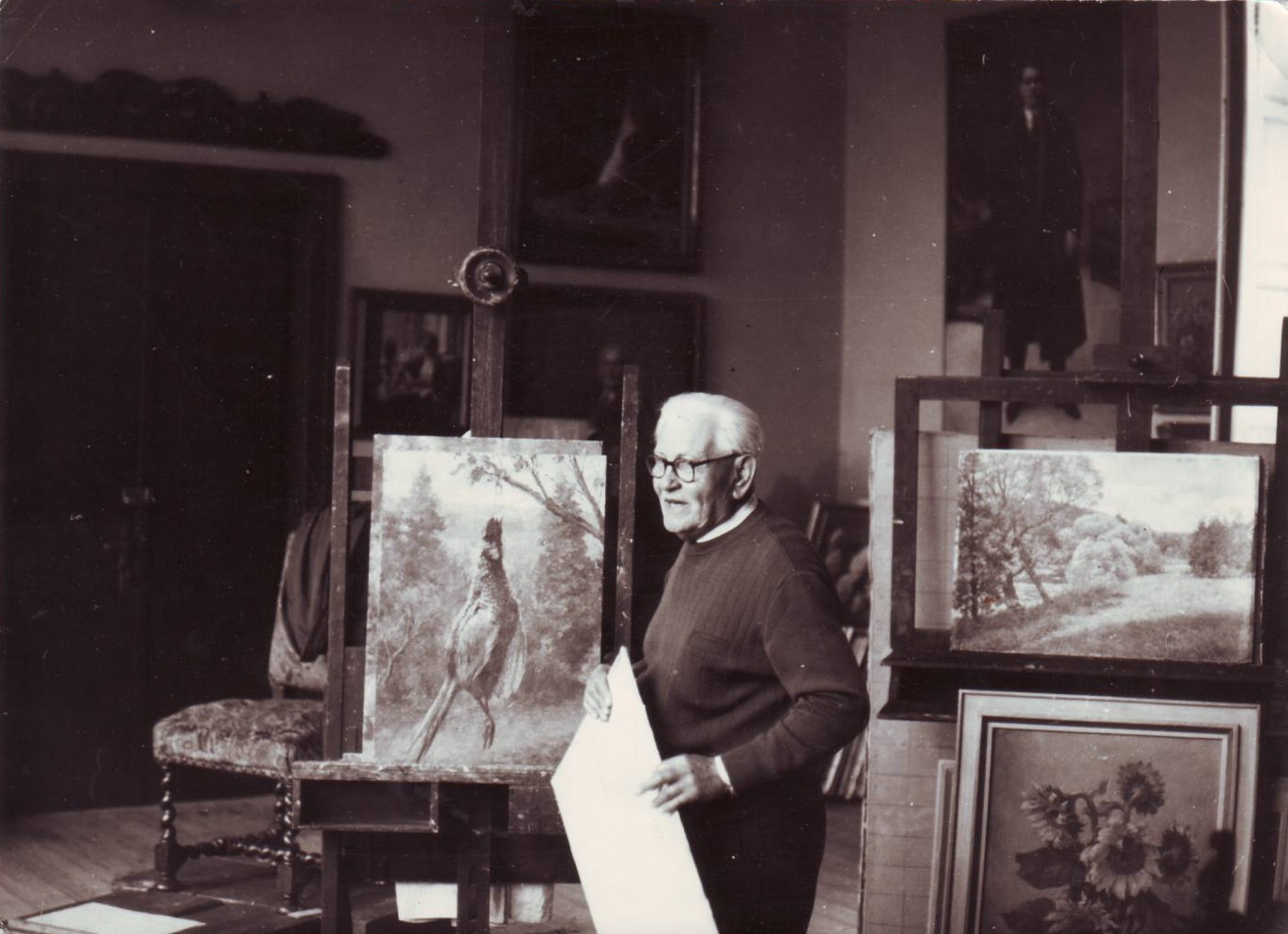
Mistr Jelínek ve svém kochánovském ateliéru v roce 1972

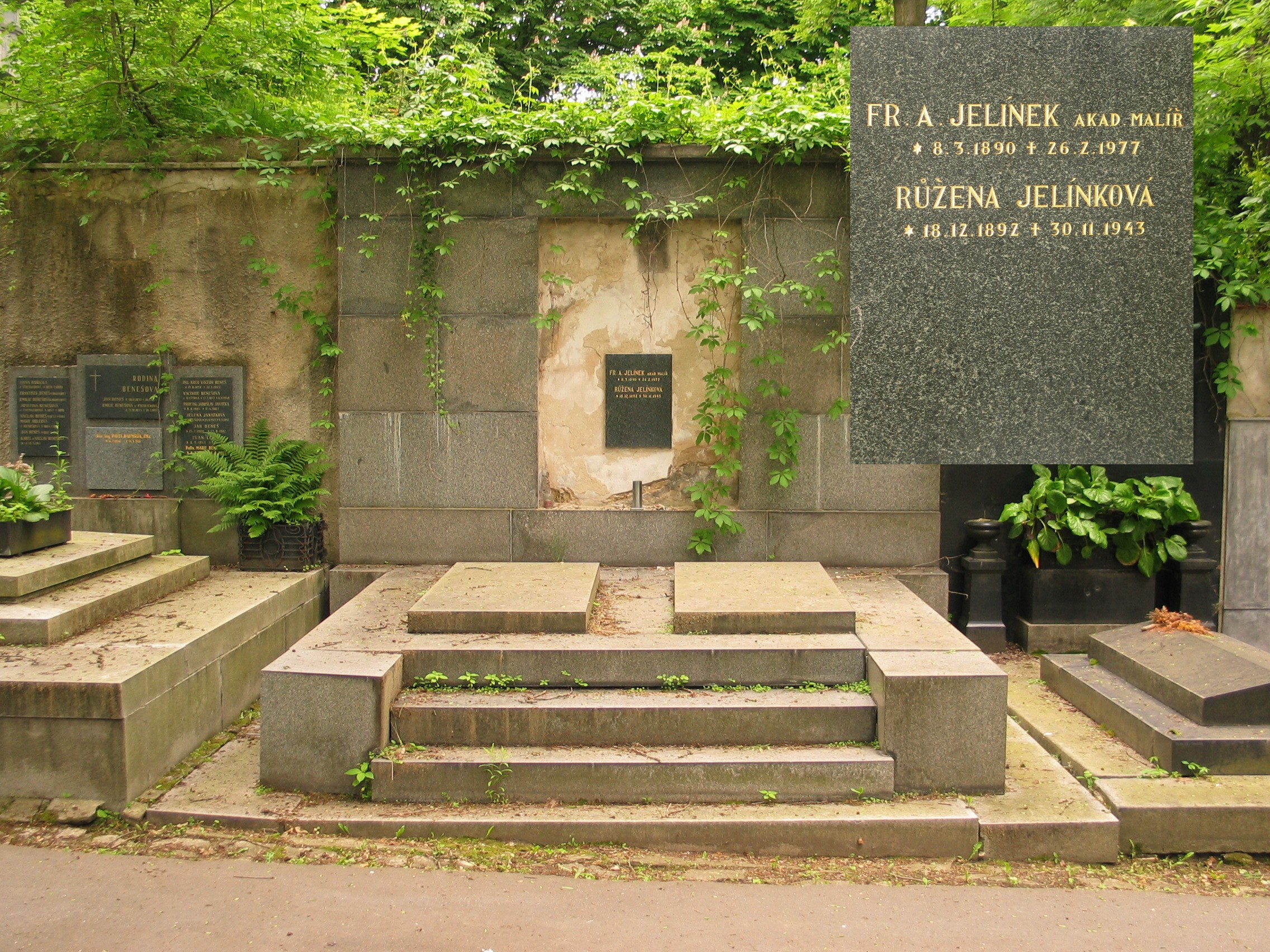
Hrobka na Olšanských hřbitovech v Praze

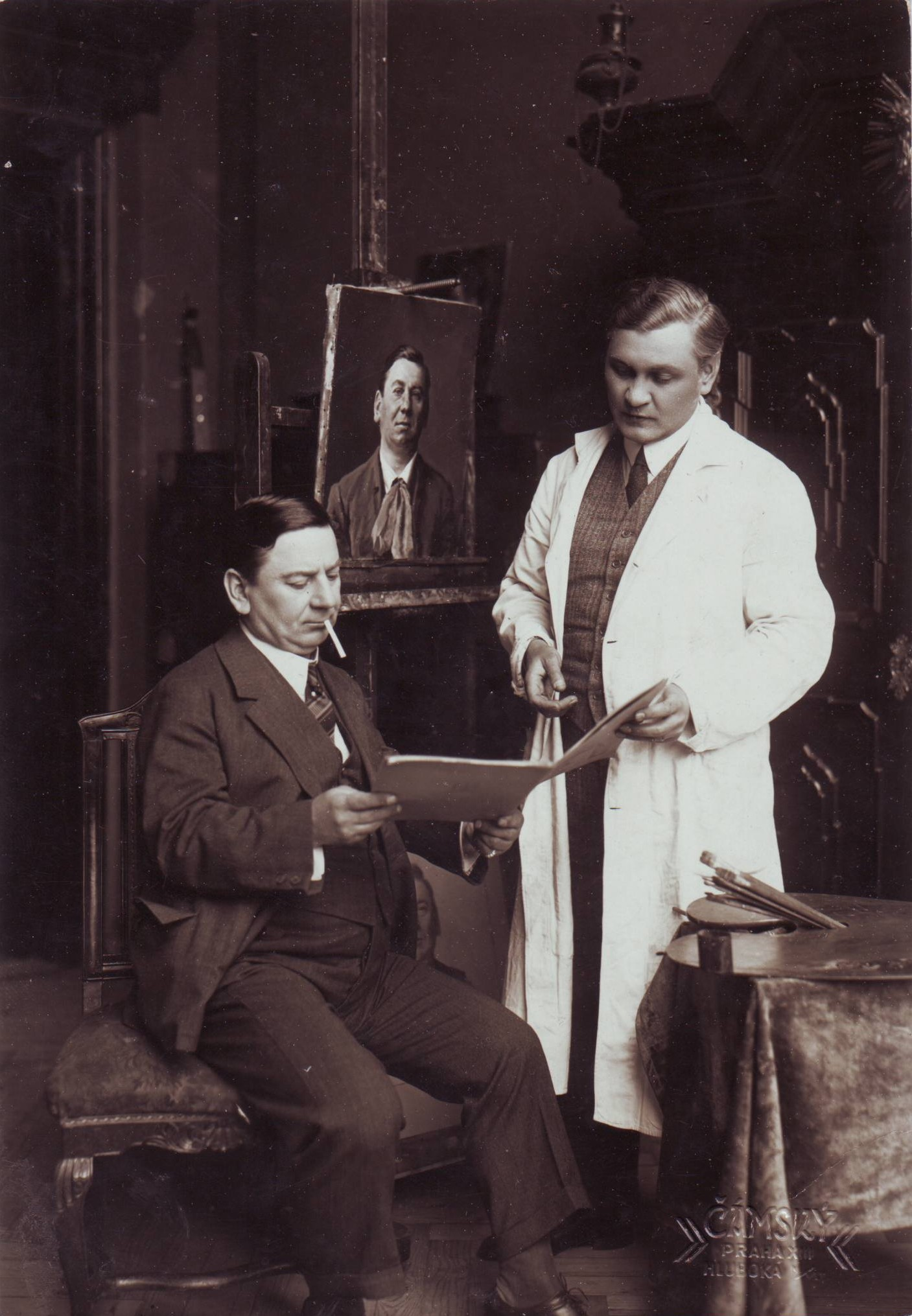
Malíř Fr. A. Jelínek portrétuje tenoristu ND Mirko Štorka

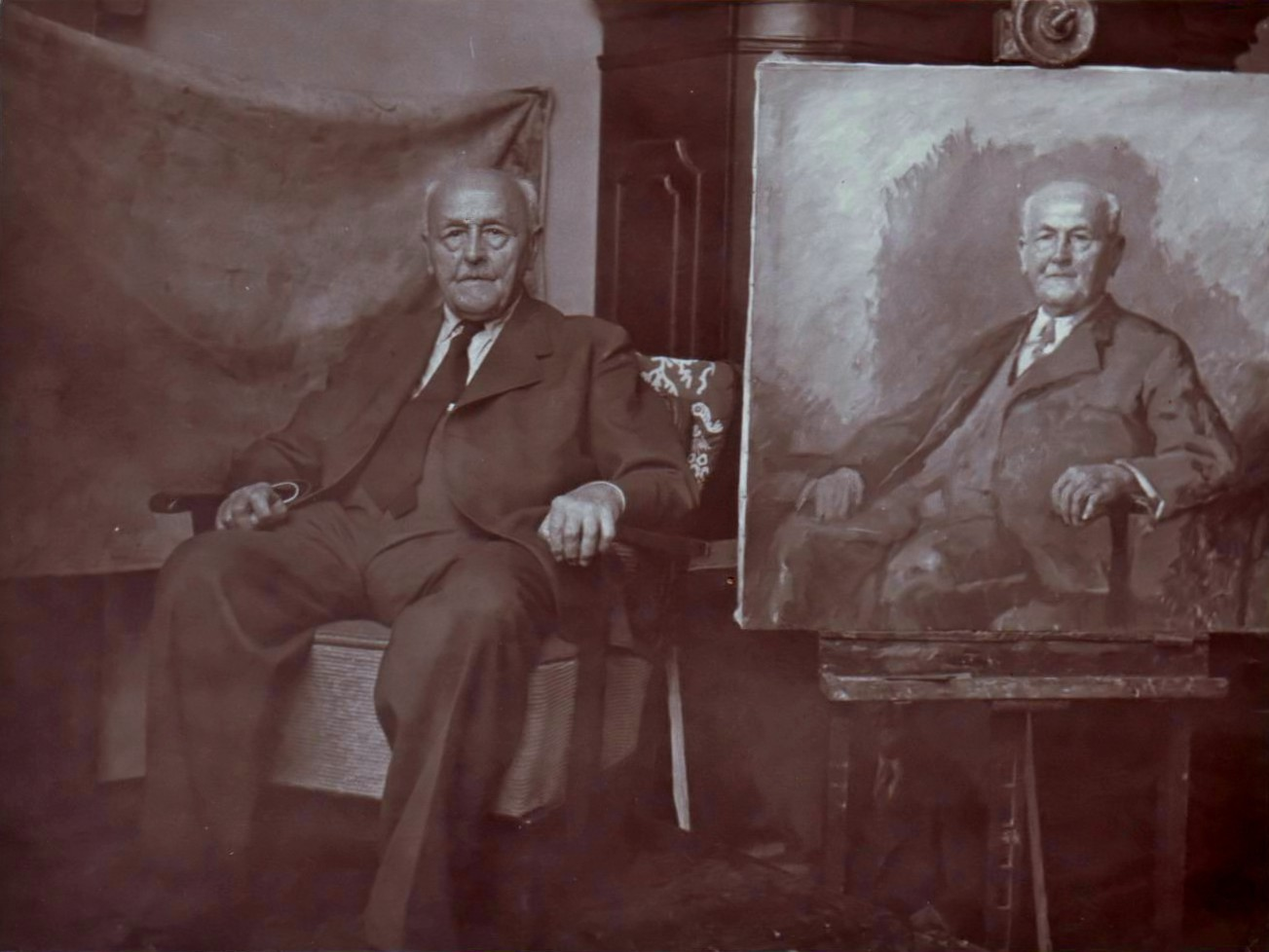
Malíř Jelínek portrétuje akademika Zdeňka Wirtha (50. léta 20. stol.)

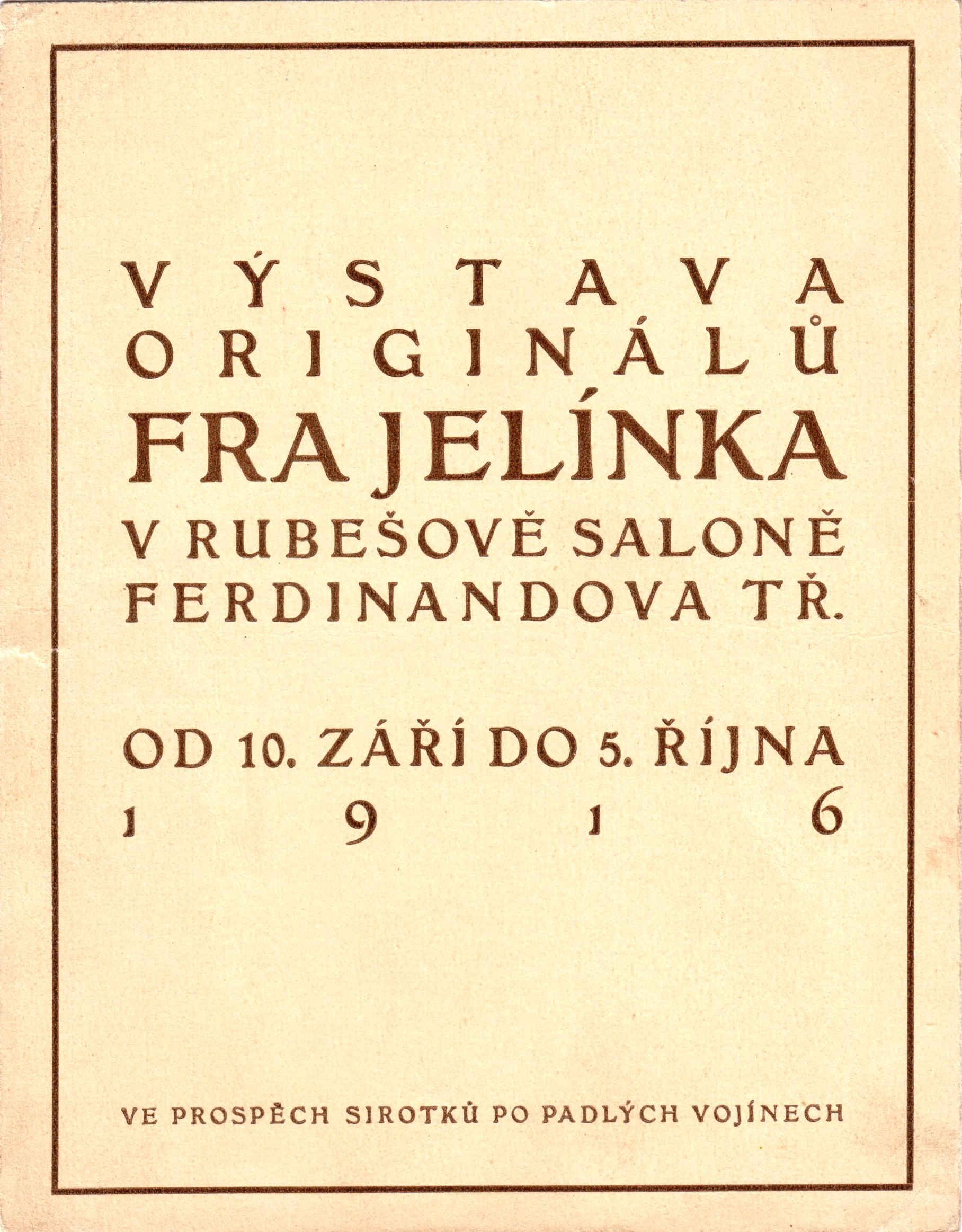
Katalog první samostatné výstavy – rok 1916

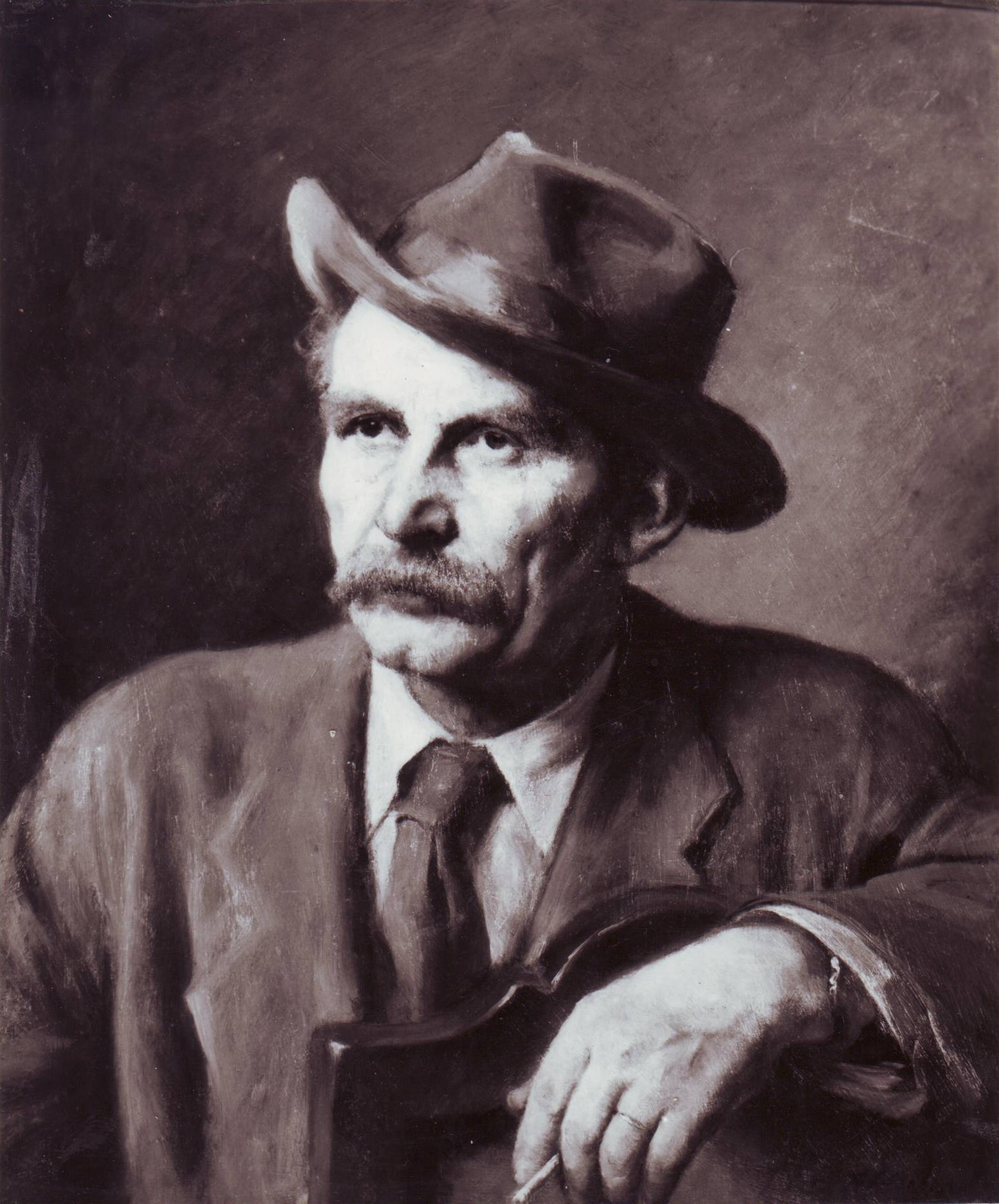
Portrét ak. mal. Josefa Brože, kol. 1947 (olej na plátně)

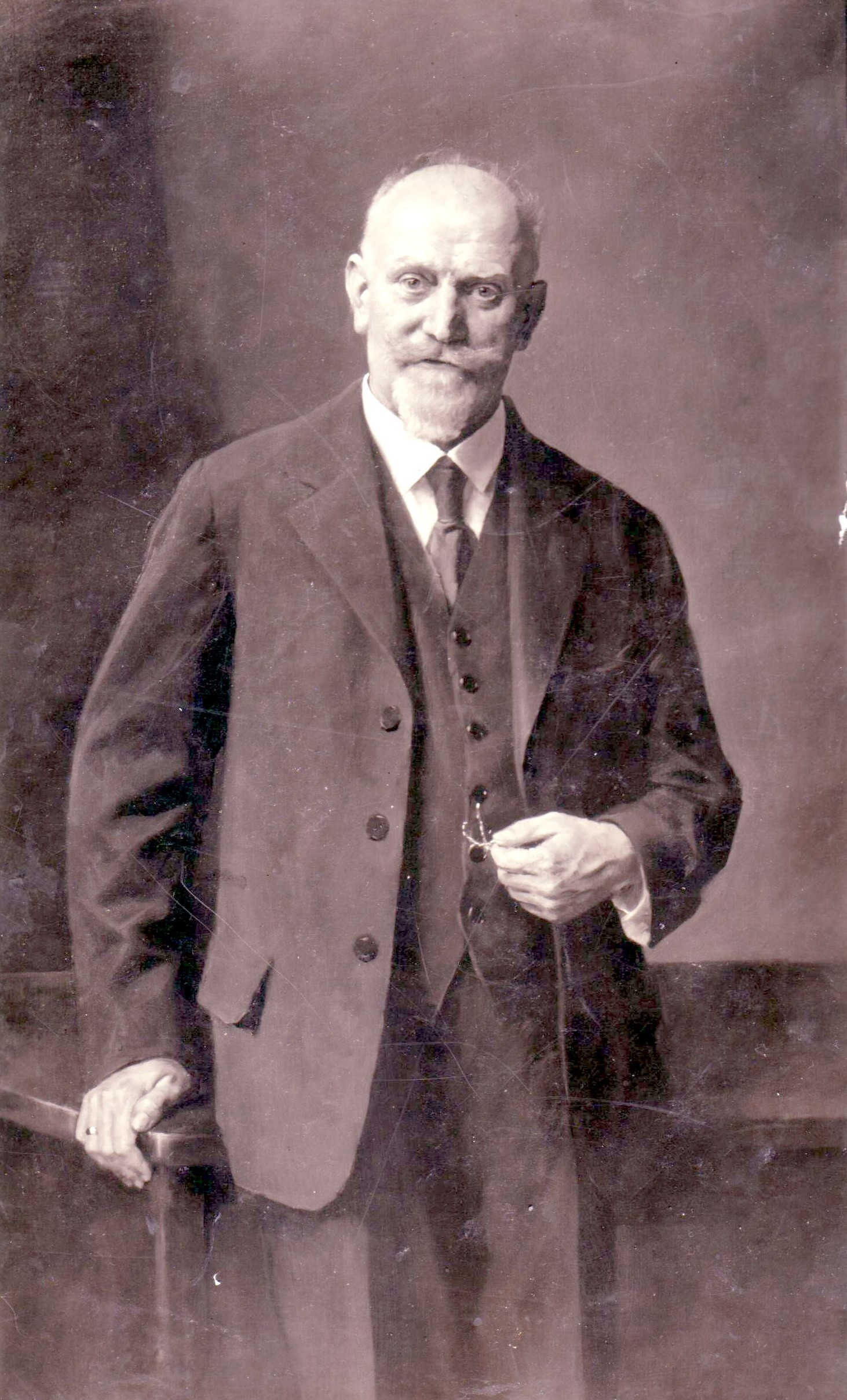
Portrét starosty Hradce Králové Josefa Václava Bohuslava Pilnáčka, kol. 1939 (olej na plátně)

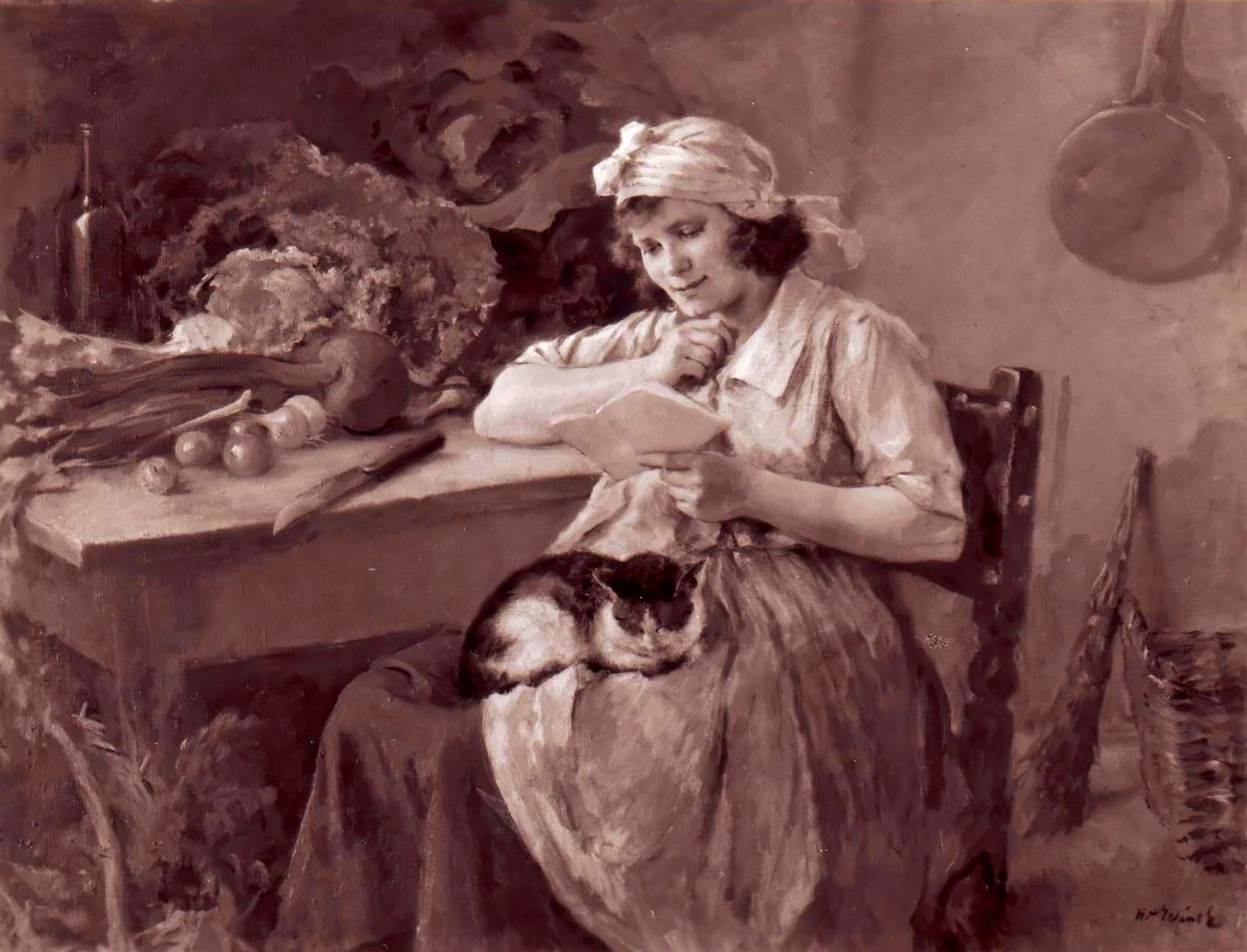
Čtoucí Minka, kol. 1936 (olej na plátně)

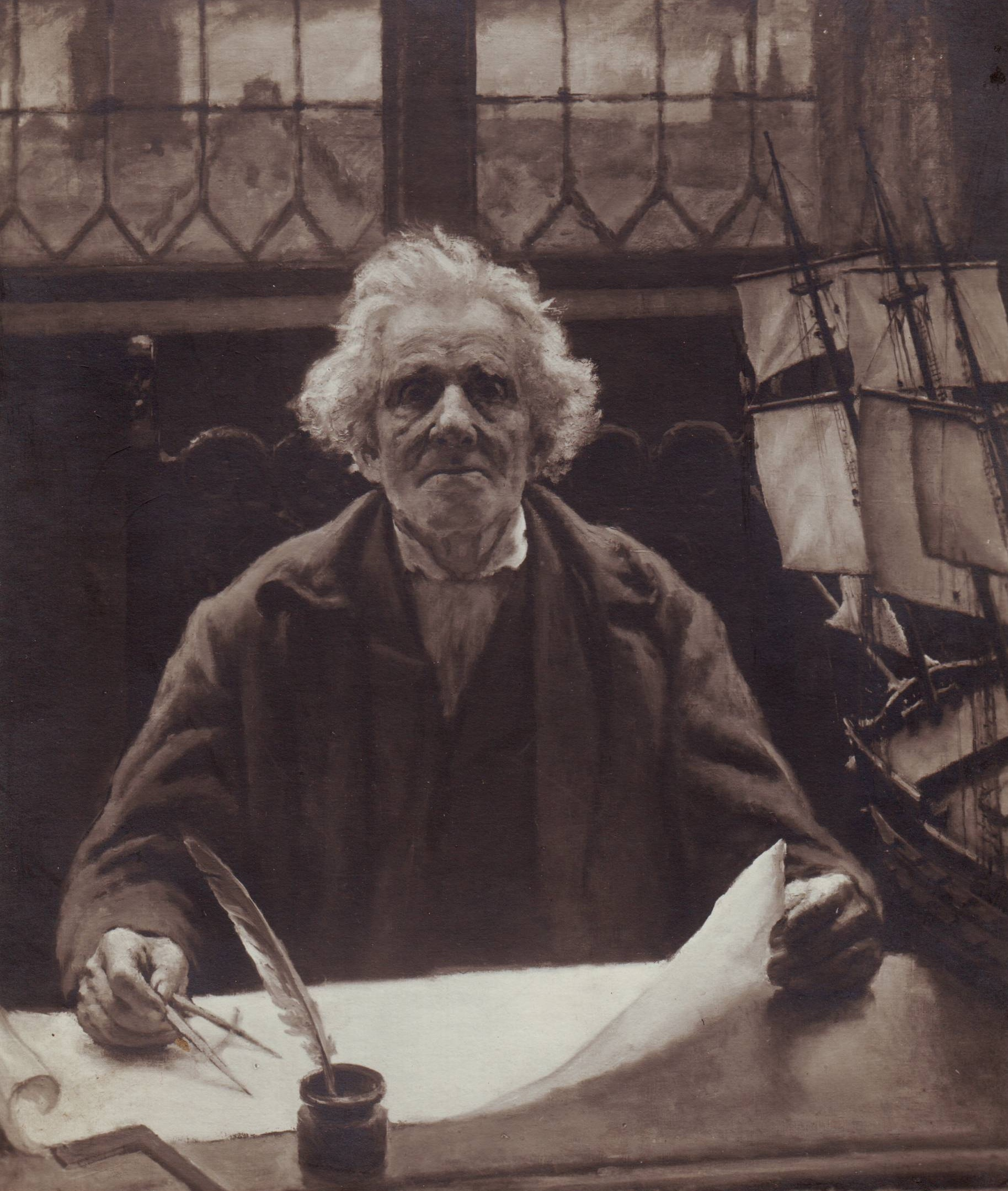
Obraz Stavitel lodí byl poctěn cenou c. k. Malířské akademie

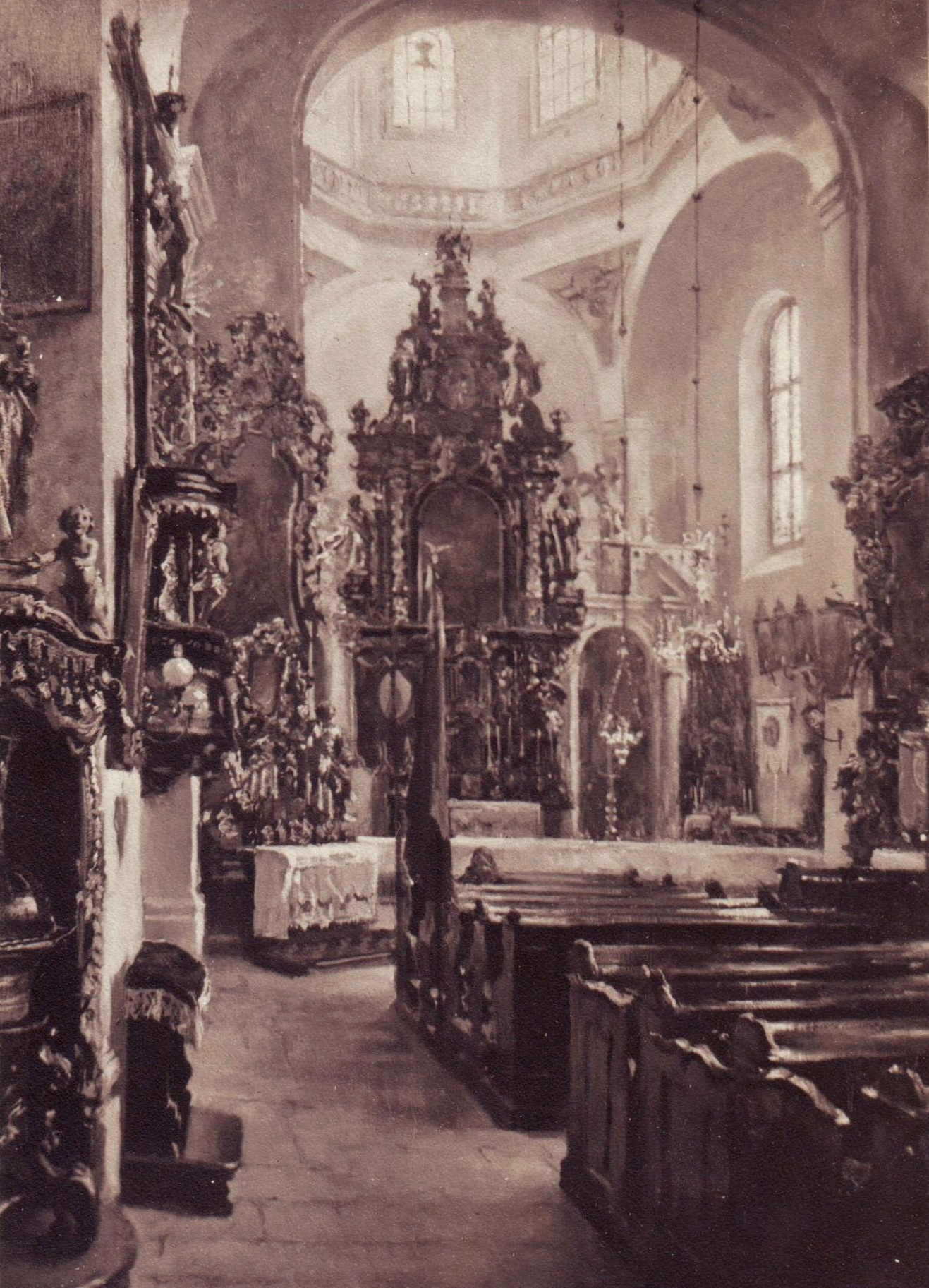
Interiér kostela Nanebevzetí Panny Marie v Havlíčkově Brodě

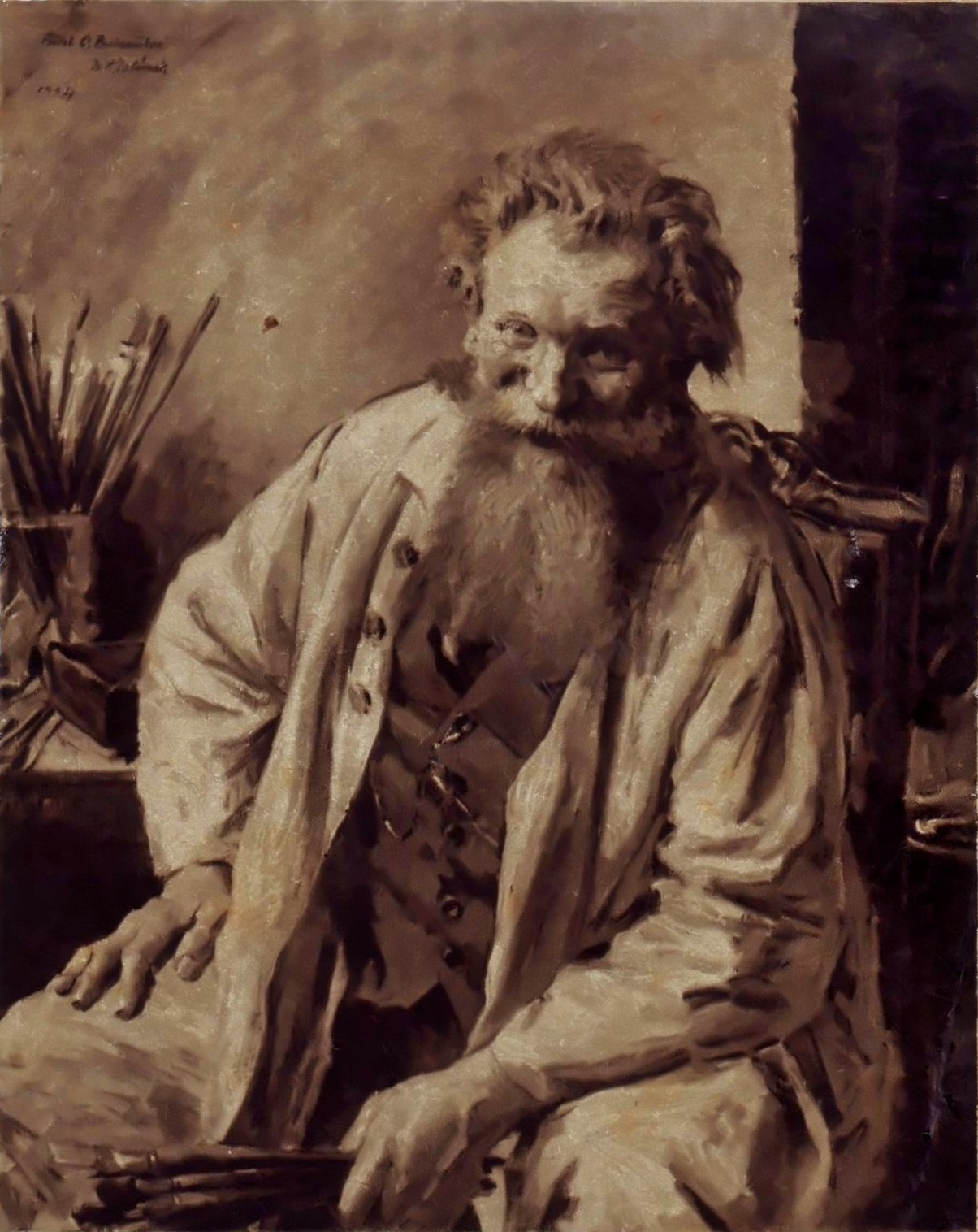
Podobizna ak. malíře Oty Bubeníčka

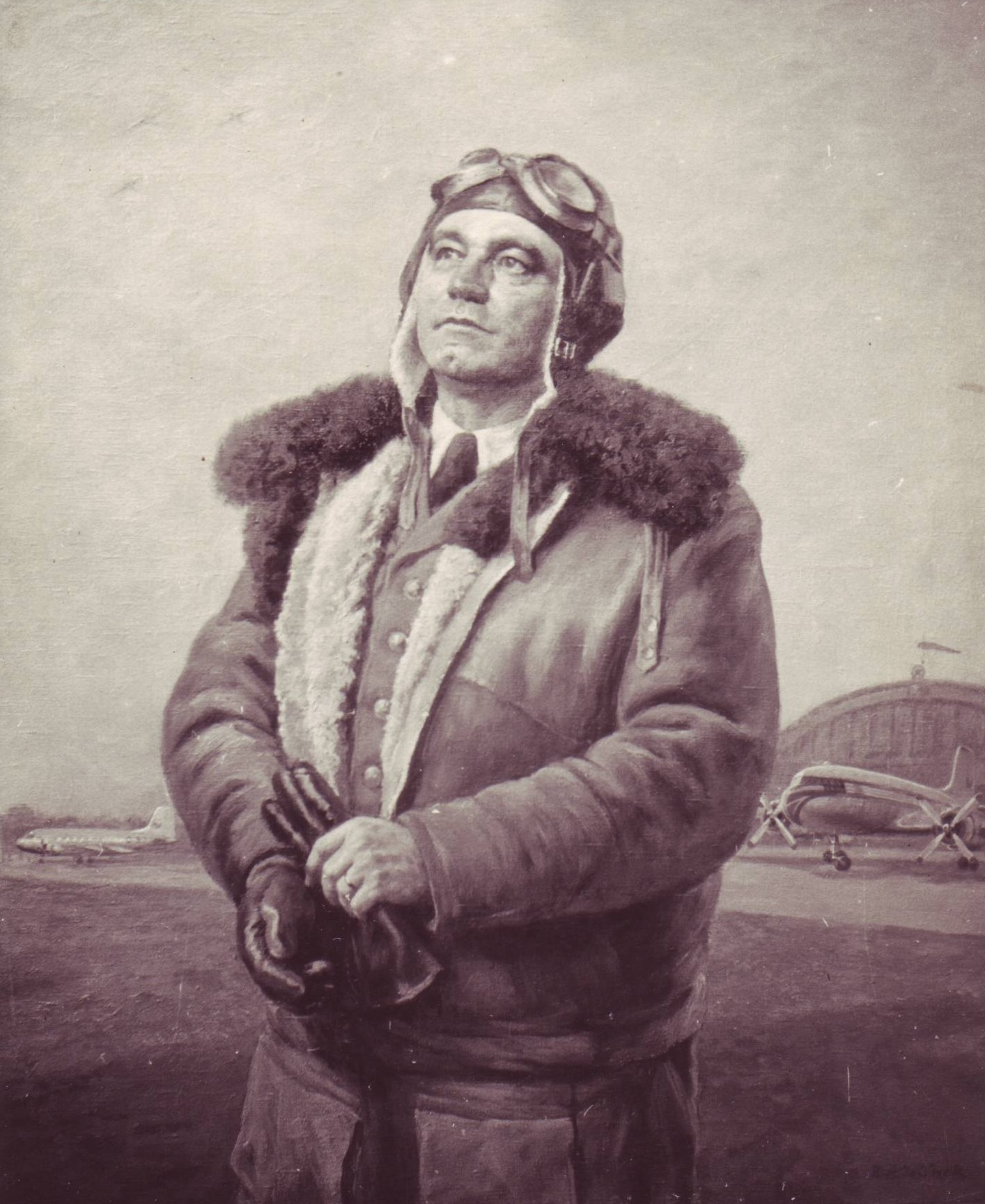
Portrét pluk. J. Nováka, vojenského pilota, kol. 1953, (olej na plátně)

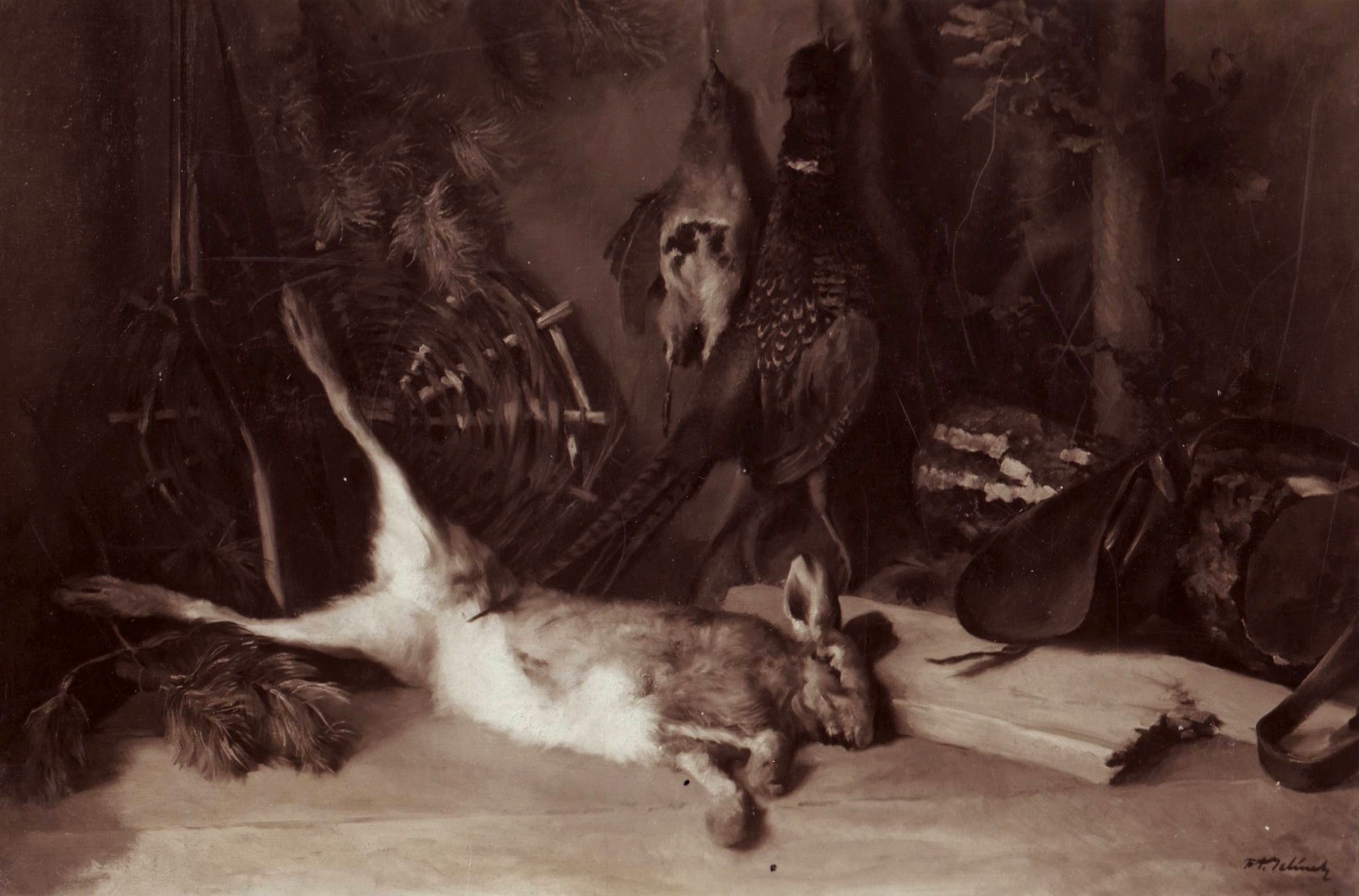
Lovecké zátiší, 1930 (olej na plátně)

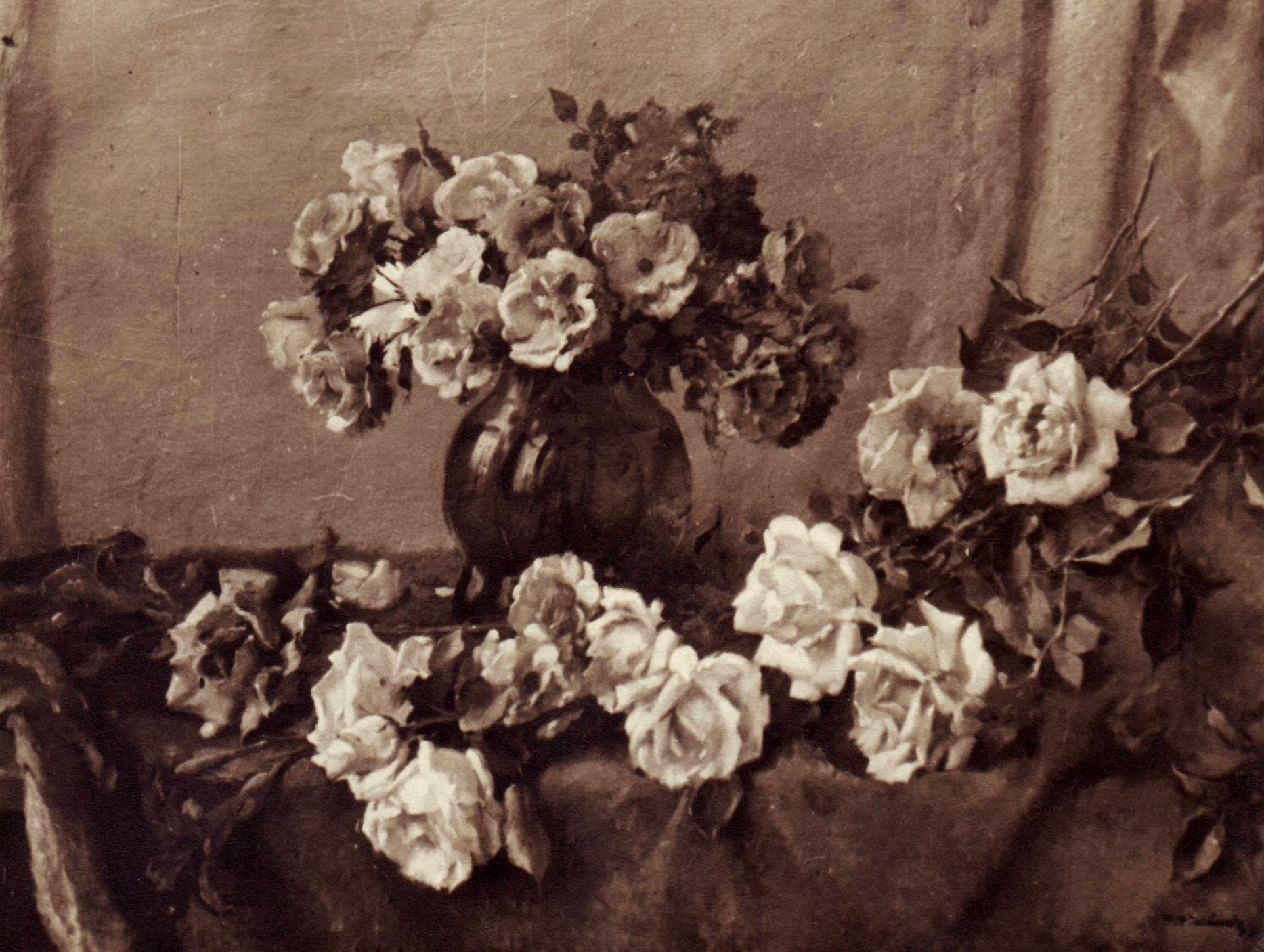
Květinové zátiší, 1943 (olej na plátně)

Narodil 8. se března 1890 v Praze v rodině zlatníka Antonína Jelínka a švadleny Alžběty Rožovské. Maloval již od útlého mládí, roku 1906 složil zkoušky na c. k. Malířskou akademii v Praze, kde studoval postupně u profesorů Bohumíra Roubalíka, Vlaho Bukovace a Hanuše Schwaigera. Absolvoval v roce 1911 a s podporou Hlávkovy nadace odjel na roční studijní pobyt do Itálie. O rok později navštívil Černou Horu, kde portrétoval tamějšího krále Nikolu I. První světovou válku prožil v Kutné Hoře a maďarském Egeru, na konci války pracoval jako voják-malíř na restaurování Asamových fresek v kostele sv. Mikuláše na Staroměstském náměstí v Praze.
Po 1. světové válce se oženil s Růženou Kalouskovou a osud jej zavedl na Lipnici nad Sázavou, kde se setkal s malířem Jaroslavem Panuškou a pravděpodobně i se spisovatelem Jaroslavem Haškem. V roce 1922 v Kochánově postavil letní domek a později velkou vilu s ateliérem. V té době pracoval převážně v Pražské Karlově ulici, kde měl ateliér. Maloval především portréty, mj. presidenta Tomáše Garriqua Masaryka či malířů Otakara Štáfla, Oty Bubeníčka, Josefa Brože a Jaroslava Panušky. Dále portrétoval českého historika umění Zdeňka Wirtha, tenoristu národního divadla Vladimíra (Mirko) Štorka a legendu fotbalové AC Sparty Praha Káďu Peška (tento portrét shořel při požáru stadionu v roce 1934). V Kochánově vybudoval krásnou zahradu a maloval květiny, zátiší a krajinné motivy z okolí. Vytvořil i krásné akty a lovecká zátiší. Byl členem Jednoty umělců výtvarných a zúčastňoval se pravidelně jejich členských výstav v Praze. Po druhé světové válce se postupně natrvalo usadil v Kochánově a zaměřil se hlavně na malbu krajin, květin a starých zákoutí města Světlé nad Sázavou. V roce 1960 byl jmenován čestným občanem města. V 60. letech vedl ve Světlé školu pro amatérské malíře. V 60. a 70. letech vystavoval pouze ve Světlé nad Sázavou a okolních městech. Zemřel v Kochánově dne 26. února 1977, pohřben je v rodinné hrobce v Praze na Olšanech.

## Galerie

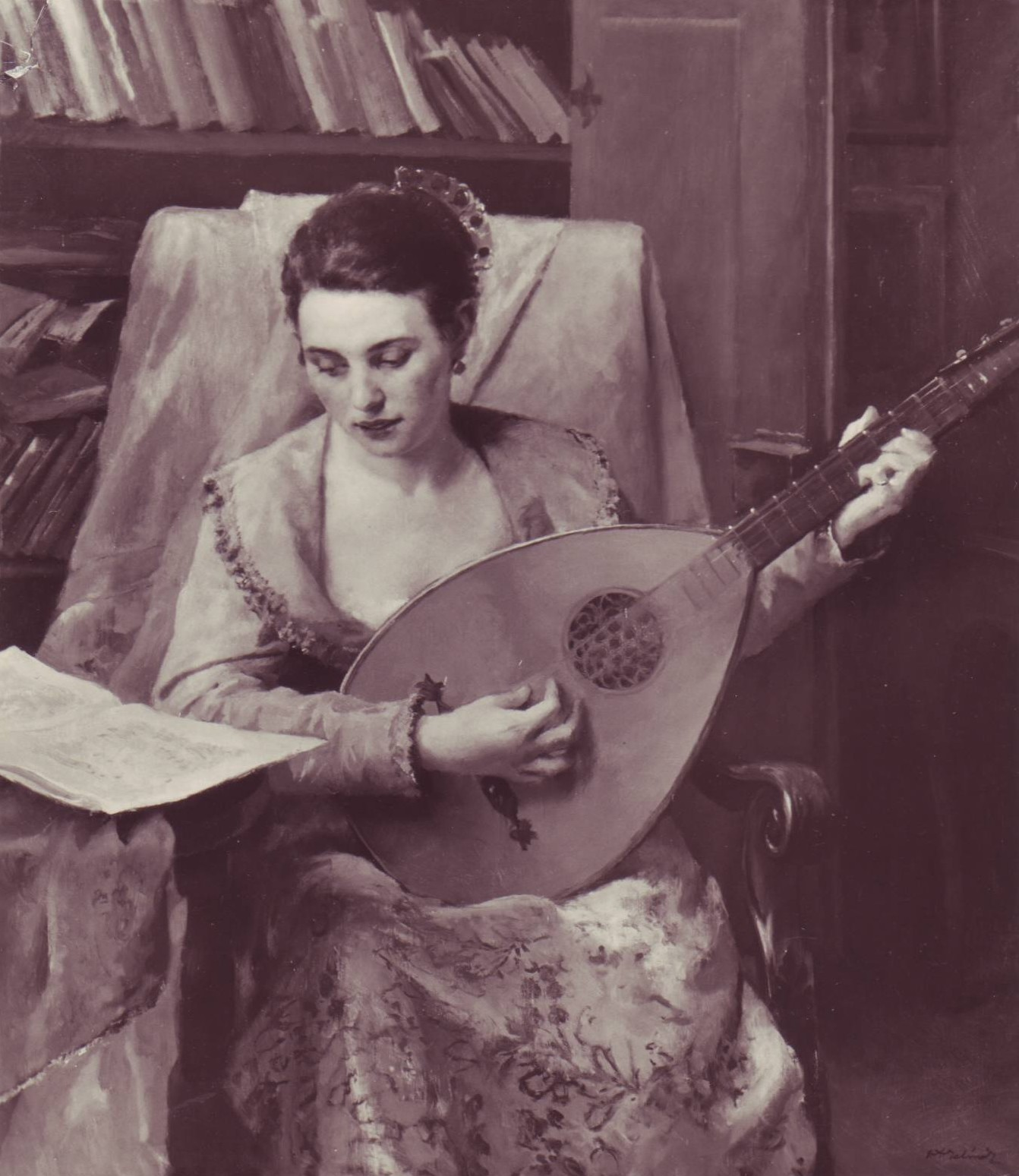
Dívka hrající na loutnu (1928)
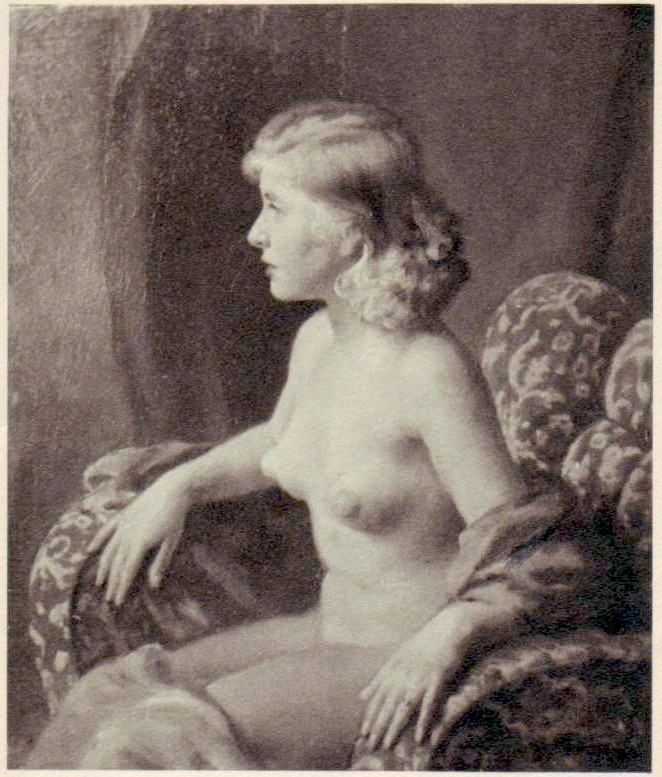
Modelka v ateliéru (1934)
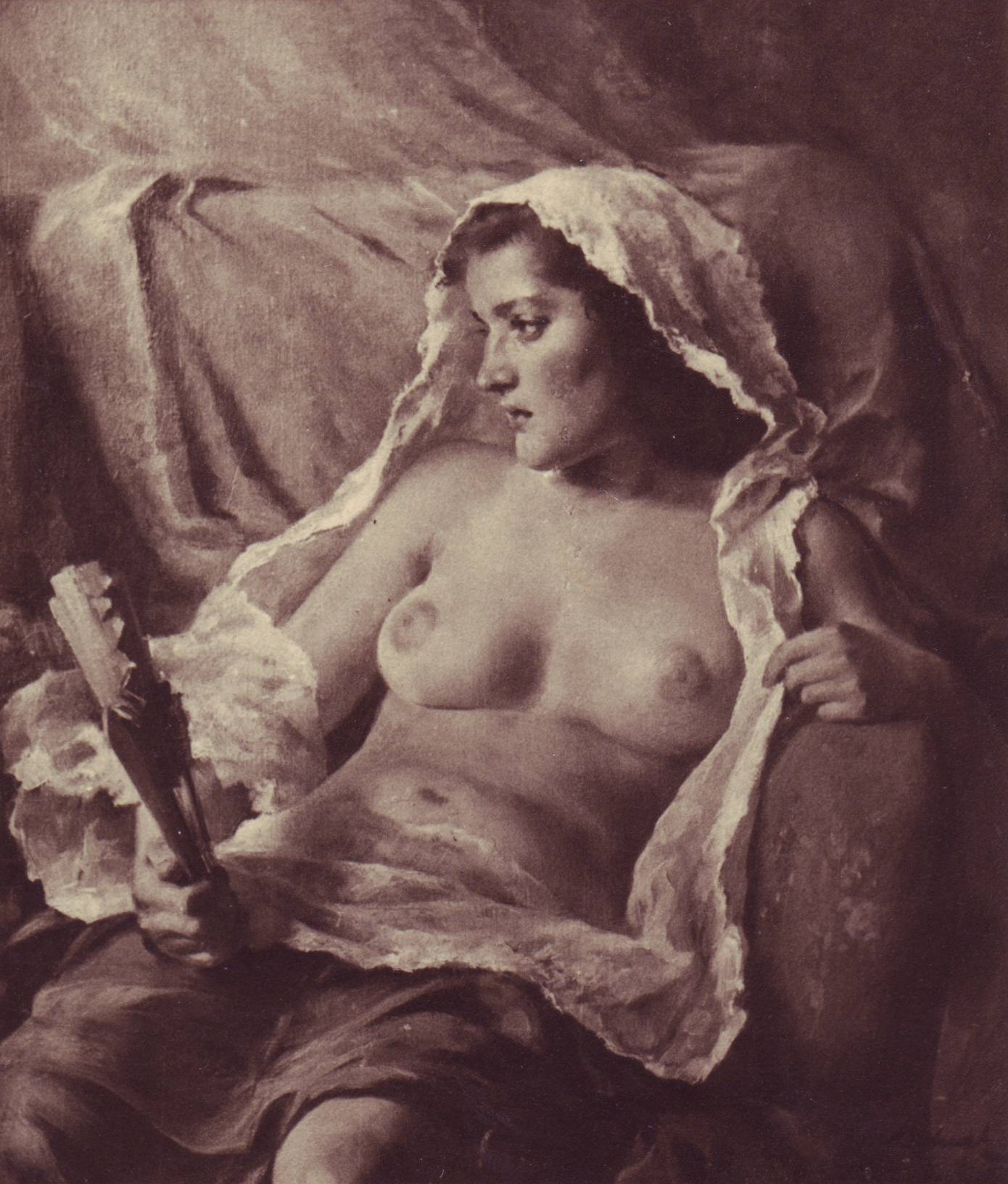
Zasněná (1939)
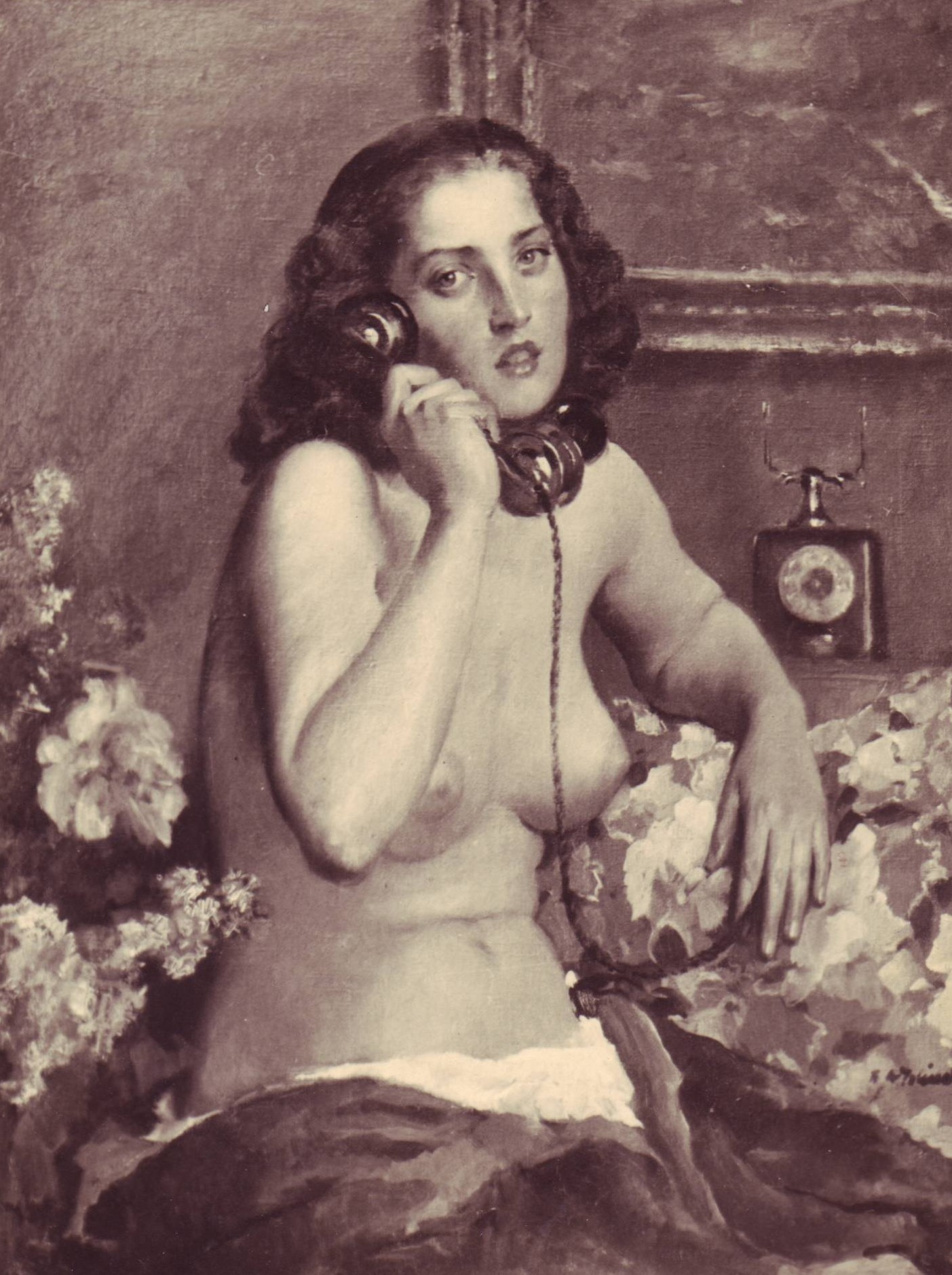
V důvěrném rozhovoru (1938)

## Výstavy
- 1916 První samostatná výstava výstavní síň U Rubeše v Praze – vystaveno 26 obrazů[5]
- 1917 Výstava Jednoty výtvarných umělců Obecní dům v Praze – vystaveno 8 obrazů
  - Výstava Čeští výtvarníci – vystaveno 8 obrazů
- 1918 XXXII. jarní výstava JUV Obecní dům v Praze – vystaveny 4 obrazy
- 1919 Členská výstava JUV Obecní dům v Praze – vystaveno 25 obrazů
- Výstava Českých výtvarných umělců ve Slaném – vystaveno 6 obrazů
- 1920: Členská výstava JUV Obecní dům v Praze – vystaveny 4 obrazy
- 1921 XXXV. jarní členská výstava JUV Obecní dům v Praze – vystaveno 11 obrazů
- 1922 Výstava JUV v Plzni
- 1923 Jubilejní výstava JUV Obecní dům v Praze – vystaven 1 obraz
- 1924 XXXVII. řádná jarní členská výstava JUV Obecní dům v Praze – vystaveny 4 obrazy
- 1925 Členská výstava JUV Obecní dům v Praze – vystaven 1 obraz
- 1926 Členská výstava JUV v Hradci Králové
- 1928 Členská výstava JUV Obecní dům v Praze – vystaveny 2 obrazy
- 1930 56. jarní členská výstava JUV Obecní dům v Praze – vystaven 1 obraz
- 1931 60. členská výstava JUV Obecní dům v Praze – vystaven 1 obraz
  - Souborná výstava v Čáslavi – vystaveno 22 obrazů
- 1932 66. řádná členská výstava JUV Obecní dům v Praze – vystaven 1 obraz
- 1933 Členská výstava JUV Obecní dům v Praze – vystaveny 2 obrazy
- 1934 70. členská výstava JUV výstavní síň ve Voršilské ul. v Praha – vystaven 1 obraz
  - Vánoční výstava členů JUV v Čáslavi – vystaveno 9 obrazů
- 1936 Souborná výstava v Německém (Havlíčkově) Brodě – vystaveno 57 obrazů
- 1937 Jarní výstava JUV výstavní síň ve Voršilské ul. v Praha
  - Výstava Obrazů a soch v Čáslavi – vystaveny 3 obrazy
- 1938 100. členská výstava JUV Representační dům v Praze – vystaveny 2 obrazy
- 1940 Členská výstava JUV výstavní síň ve Voršilské ul. v Praha
- 1942 Členská výstava JUV Myslbekův pavilón v Praze
  - Výstava „Národ svým výtvarným umělcům“ v Německém (Havlíčkově) Brodě – vystaveny 3 obrazy
- 1943 Výstava „Posázaví“ Myslbekův pavilón v Praze – vystaveny 2 obrazy
- 1945 Výstava „Revoluční Praha a venkov, výstava kreseb“ pořádaná ministerstvem dopravy výstavní síň na Národní třídě v Praze – vystaven 1 obraz
- 1946 Souborná výstava v Jihlavě – vystaveno 48 obrazů
  - Výstava skutečných členů JUV Topičův salón v Praze – vystaveno 10 obrazů
  - Výstava obrazů Fr. A. Jelínka a Otty Bubeníčka v Havlíčkově Brodě – vystaveno 47 obrazů
- 1947 VII. východočeský umělecký salón v Poličce – vystaveno 6 obrazů
  - Výstava „13. členů“ JUV v Hradci Králové – vystaveno 10 obrazů
  - Jarní výstava členů JUV v Praze
- 1949 Jarní výstava členů JUV v Praze
- 1950 Výstava členů JUV Myslbekův pavilón v Praze
- 1951 Členská výstava JUV v Praze – vystaveny 2 obrazy
  - Členská výstava JUV „I.středisko SČSVU“ Myslbekův pavilón v Praze – vystaven 1 obraz
  - I. přehlídka československých výtvarných umělců Jízdárna pražského hradu – vystaven 1 obraz
- 1952 Souborná výstava ak.mal. Fr.A.Jelínka a ak.mal. Jaroslava Panušky ve Světlé nad Sázavou – vystaveno 17 obrazů
  - Výstava I.střediska SČSVU Myslbekův pavilón v Praze
- 1953 II. přehlídka československých výtvarných umělců Jízdárna pražského hradu – vystaven 1 obraz
- 1955 Výstava členů JUV Myslbekův pavilón v Praze
  - Souborná výstava v Jihlavě – vystaveno 81 obrazů
- 1956 Poslední povolená výstava členů JUV Myslbekův pavilón v Praze
- 1958 Souborná výstava v Ledči nad Sázavou – vystaveno 38 obrazů
- 1959 XIX. východočeský umělecký salón v Poličce – vystaveny 3 obrazy
- 1960 Souborná výstava ve Světlé nad Sázavou – vystaveno 46 obrazů
- 1965 Souborná výstava ve Světlé nad Sázavou, dělnický dům
- 1967 Souborná výstava „Obrazy z Jugoslávie“ ve Světlé nad Sázavou – vystaveno 38 obrazů
- 1971 Souborná výstava v Humpolci – vystaveno 34 obrazů
- 1972 Souborná výstava ve Světlé nad Sázavou – vystaveno 40 obrazů
- 1975 Souborná výstava v Havlíčkově Brodě – vystaveno 42 obrazů
  - Souborná výstava ve Zruči nad Sázavou – vystaveno 40 obrazů

### Výstavy pořádané po smrti autora
- 1978 Výstava „Výtvarní umělci havlíčkobrodska“ v Havlíčkově Brodě – vystaven 1 obraz
- 1998 Souborná výstava Havlíčkův Brod „Hanusovský dům“
- 2003 Souborná výstava ve Světlé nad Sázavou – vystaveno 39 obrazů
- 2014 Souborná výstava ve Světlé nad Sázavou „Galerie Na Půdě“ – vystaveno 58 obrazů a 13 kreseb a studií

## Obrazy v majetku českých galerií

### Oblastní galerie Vysočiny v Jihlavě
- Zátiší z kapustou
- Umělcova matka
- Maminka a Růža
- Skleník pod sněhem
- Podobizna ak.mal.Jaroslava Panušky
- Posázaví
- Národní umělec Josef Brož
- Večerní setkání
- Lom – Lipnice
- Kůň na silnici

## Galerie

Zátiší s kapustou (olej na překližce)
Maminka a Růža (olej na plátně)
Umělcova matka (olej na plátně)
Národní umělec Josef Brož (olej na překližce)
Podobizna Jaroslava Panušky (olej na plátně)
Skleník pod sněhem (olej na plátně)
Večerní setkání (olej na plátně)
Lom na Lipnici (olej na plátně)
Kůň na silnici (olej na překližce)
Posázaví (olej na plátně)

### Národní galerie v Praze
- Dívka v kožichu (olej)
- Děvče v parku (olej)
- Žena v pokoji (olej)
- Podobizna dámy v klobouku (olej)
- Podobizna pí.Kumperové (olej)
- Půlakt (olej)
- Starý dvorek v Klimentské ulici (olej)

#### Galerie

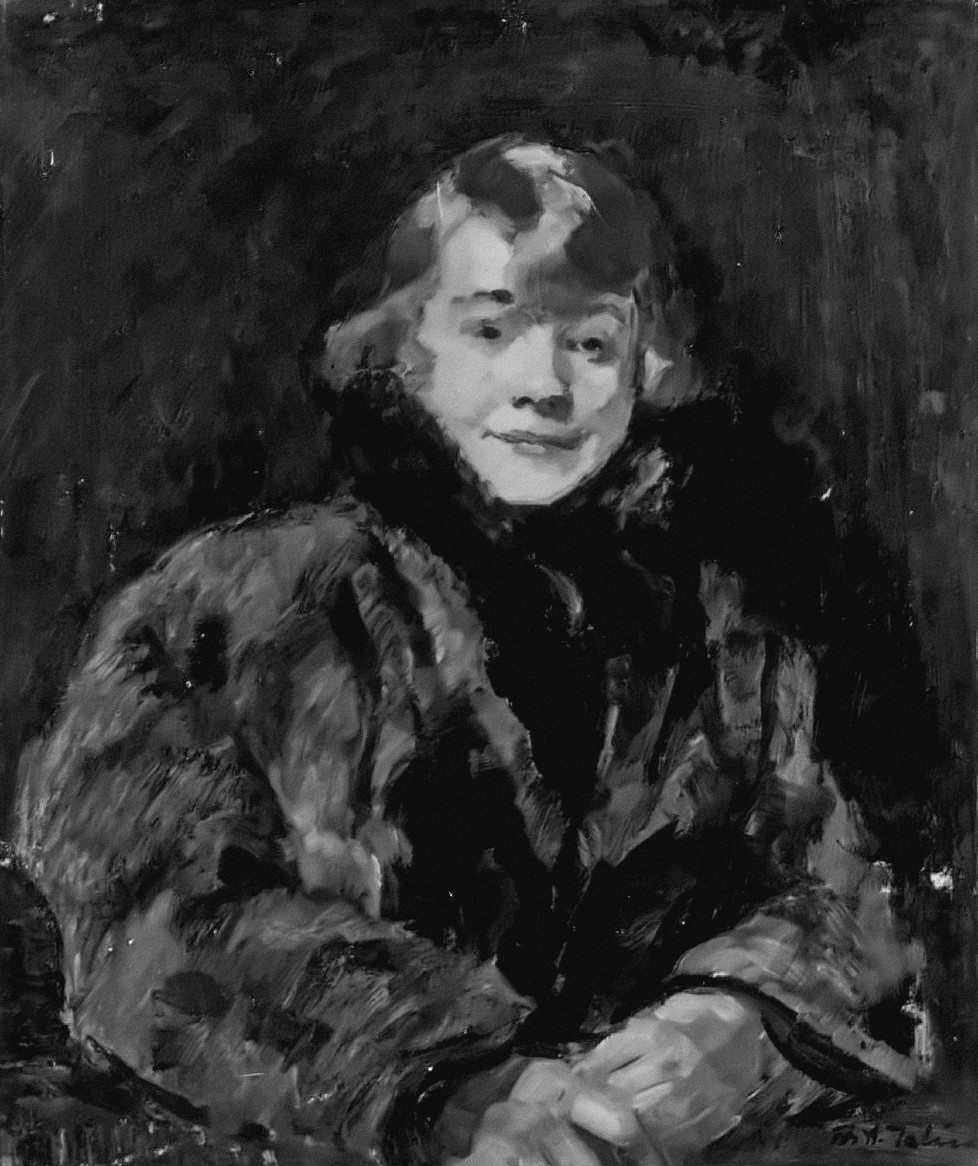
Dívka v kožichu, kol. 19222 (olej na plátně)
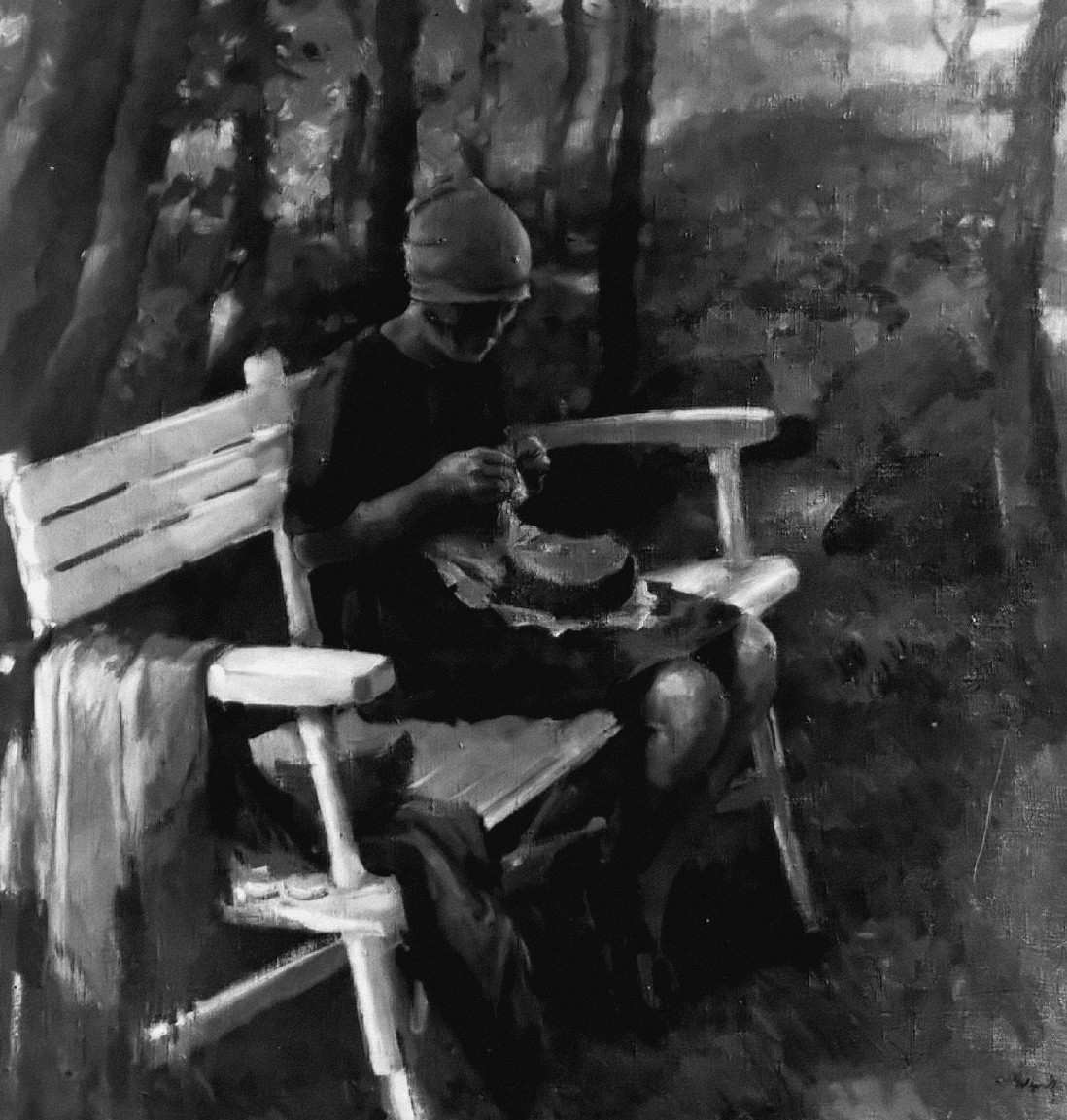
Děvče v parku, kol. 1936 (olej na plátně)
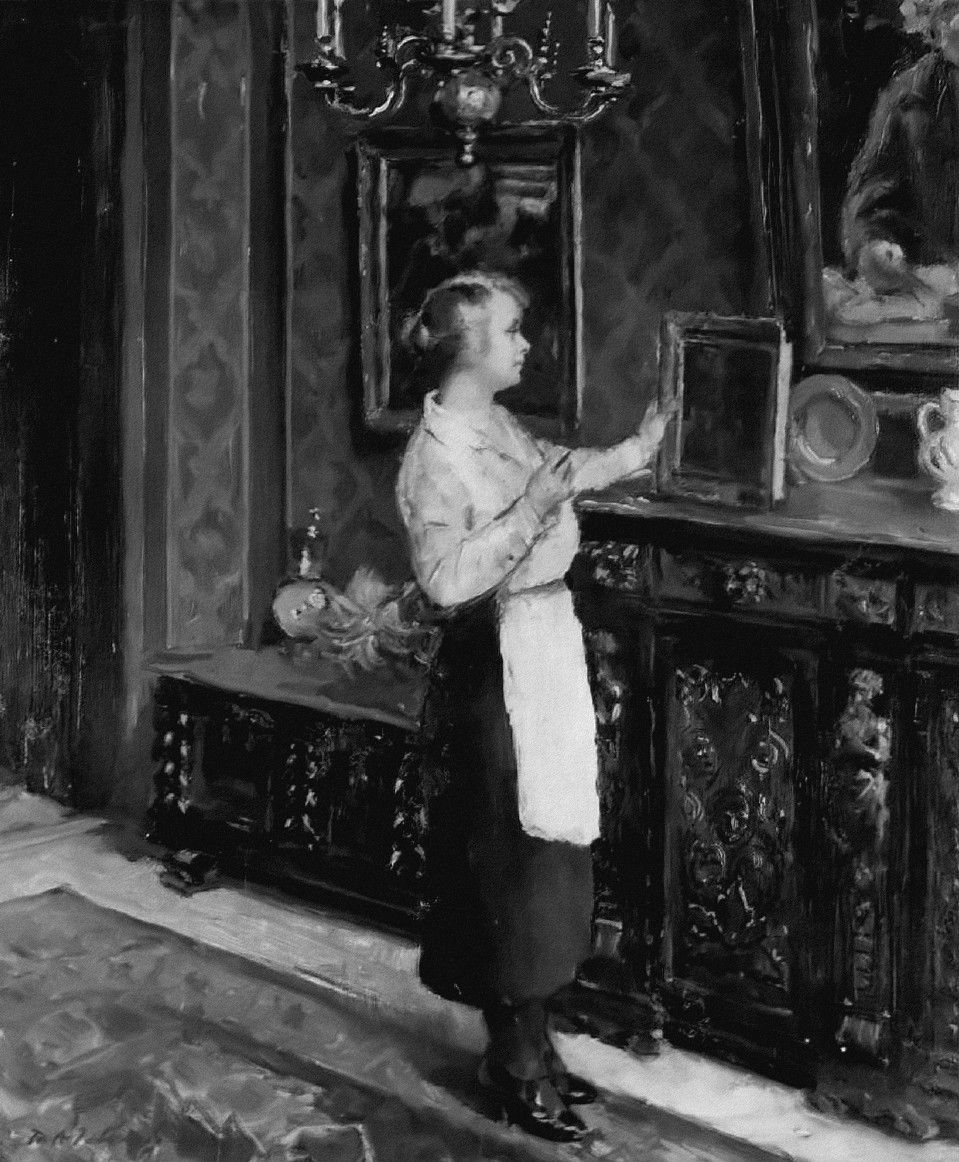
Žena v pokoji, před 1939 (olej na plátně)
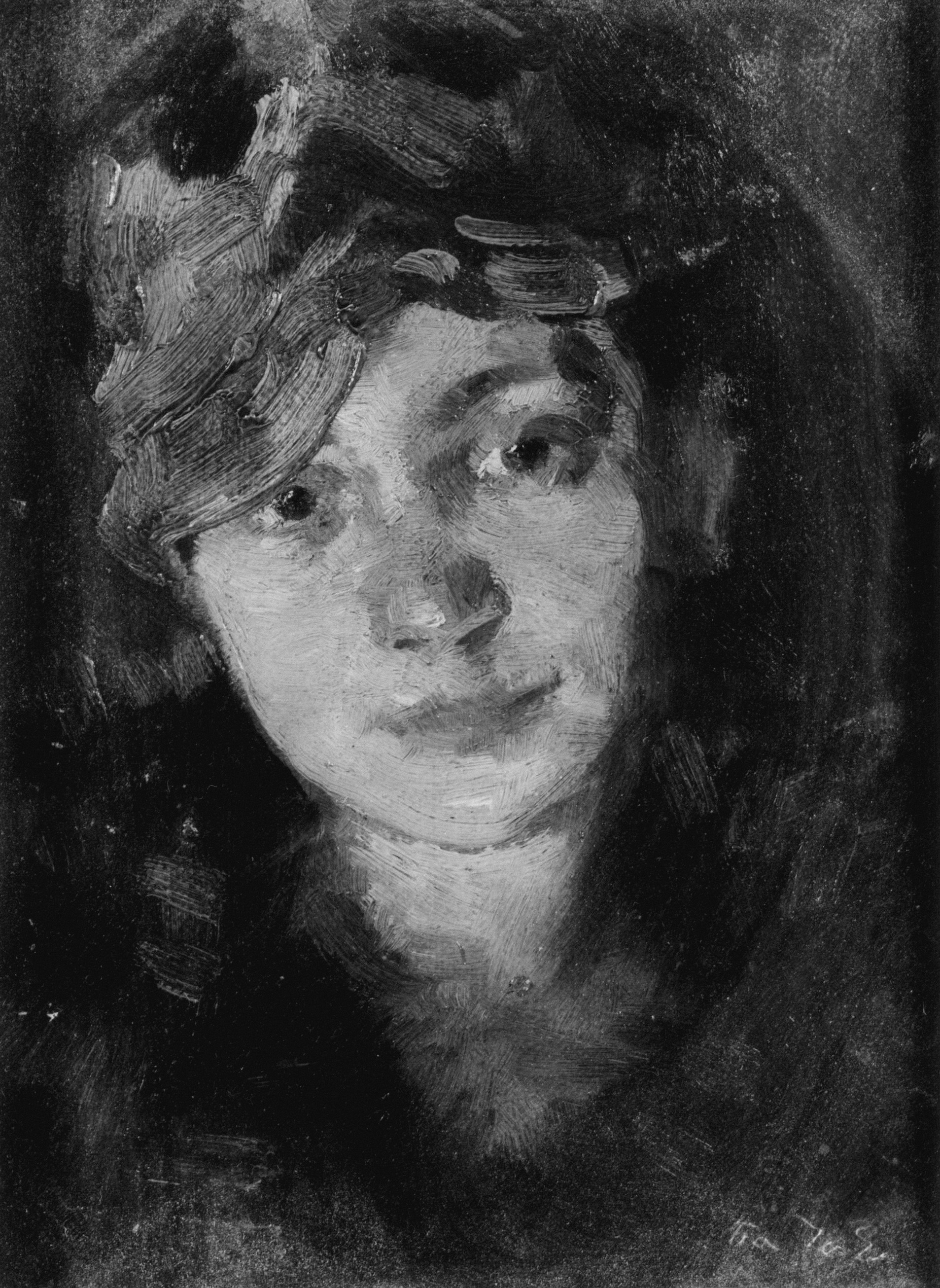
Podobizna dámy v klobouku, kol. 1929 (olej na plátně)
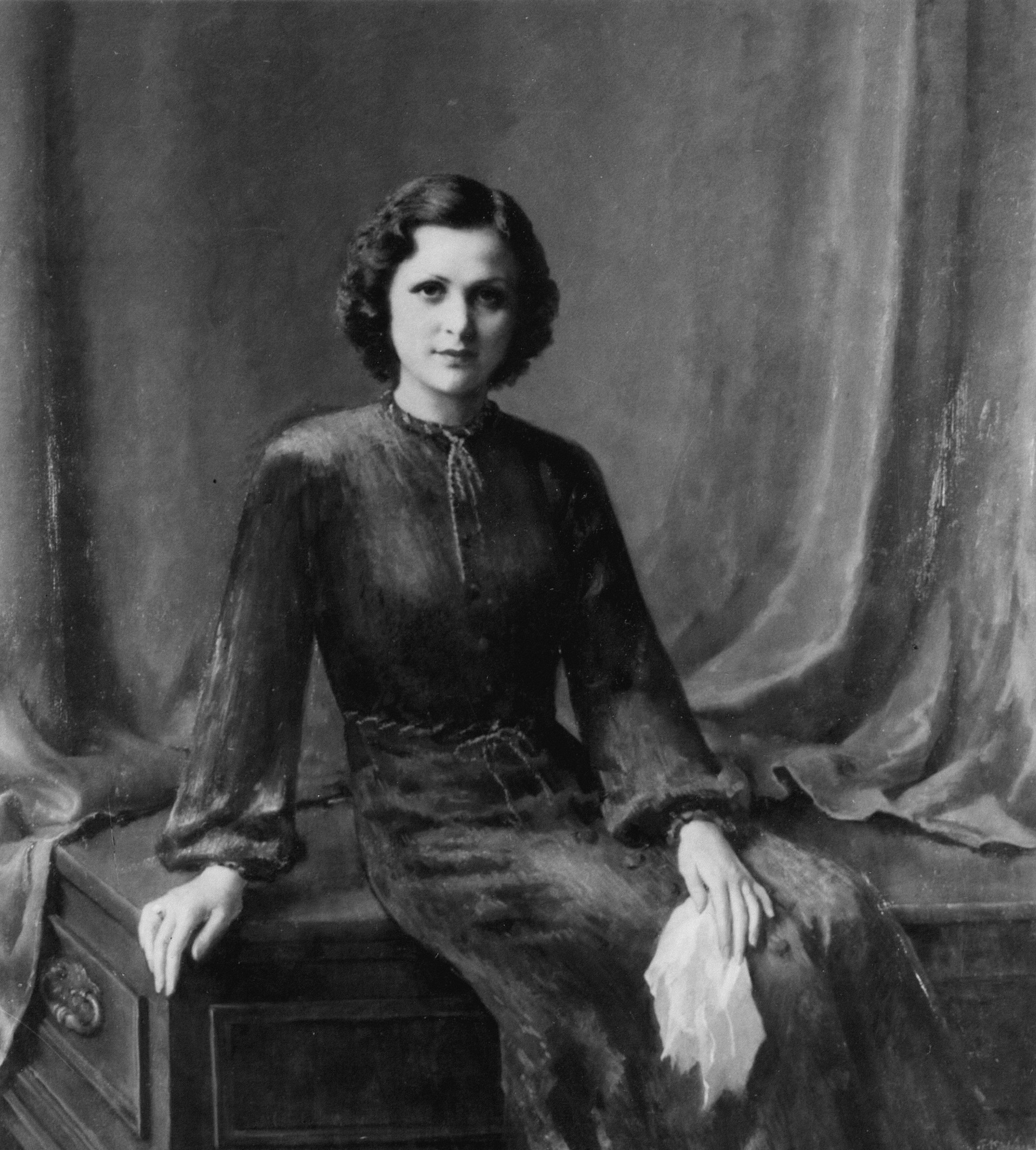
Podobizna pí.Kumperové, kol. 1936 (olej na plátně)
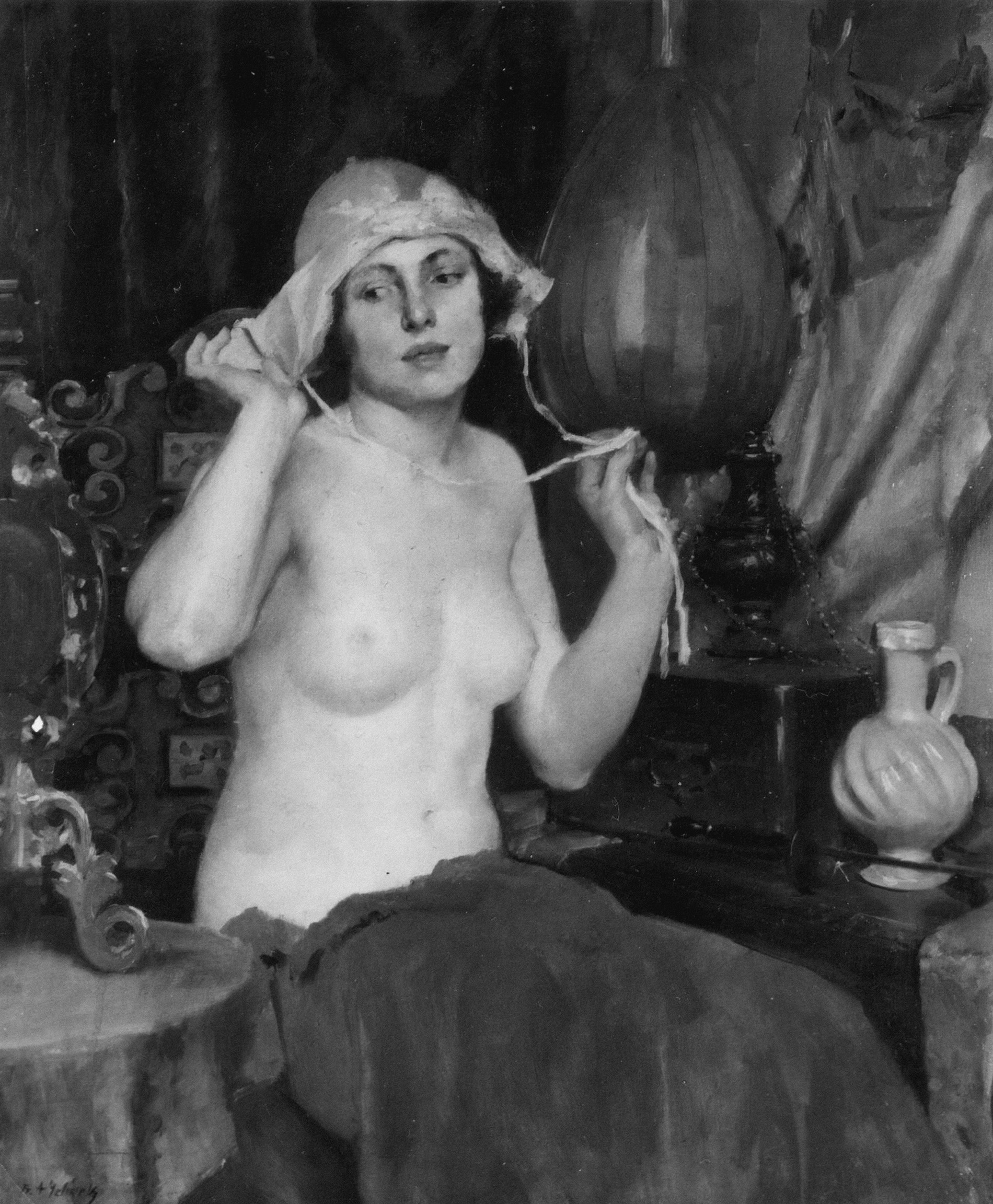
Půlakt (olej na plátně)
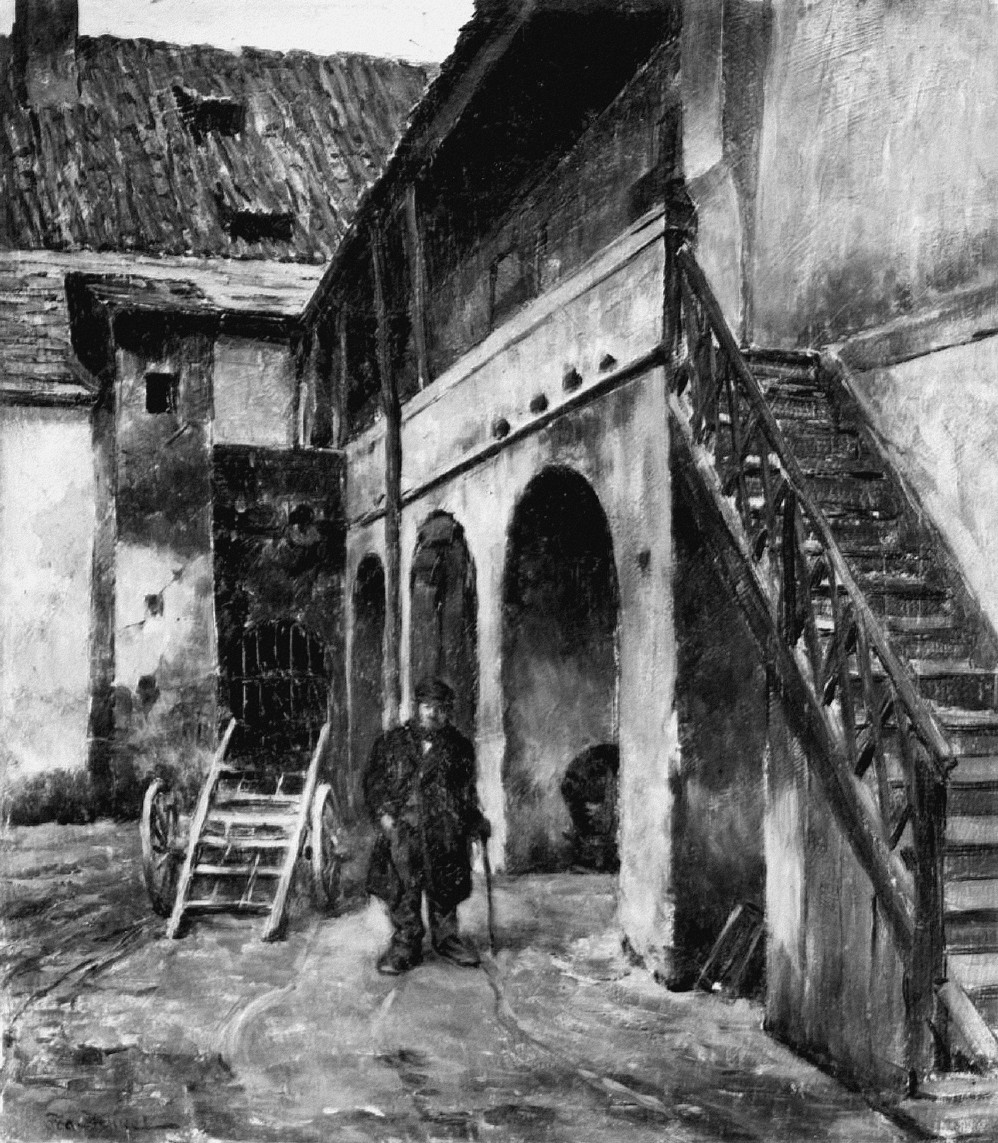
Starý dvorek v Klimentské ulici, kol. 1920 (olej na plátně)

### Památník národního písemnictví v Praze
- Studie hlavy dítěte (olej)
- Děvčátka na louce (olej)
- Ležící akt starého muže (olej)
- Muž v hnědém plášti (olej)
- Sedm různých náčrtů (tužka)
- Muž sedící u stolu a píšící (tužka)
- Voják objímající ženu (tužka)
- Studie hlav (tužka)

#### Galerie

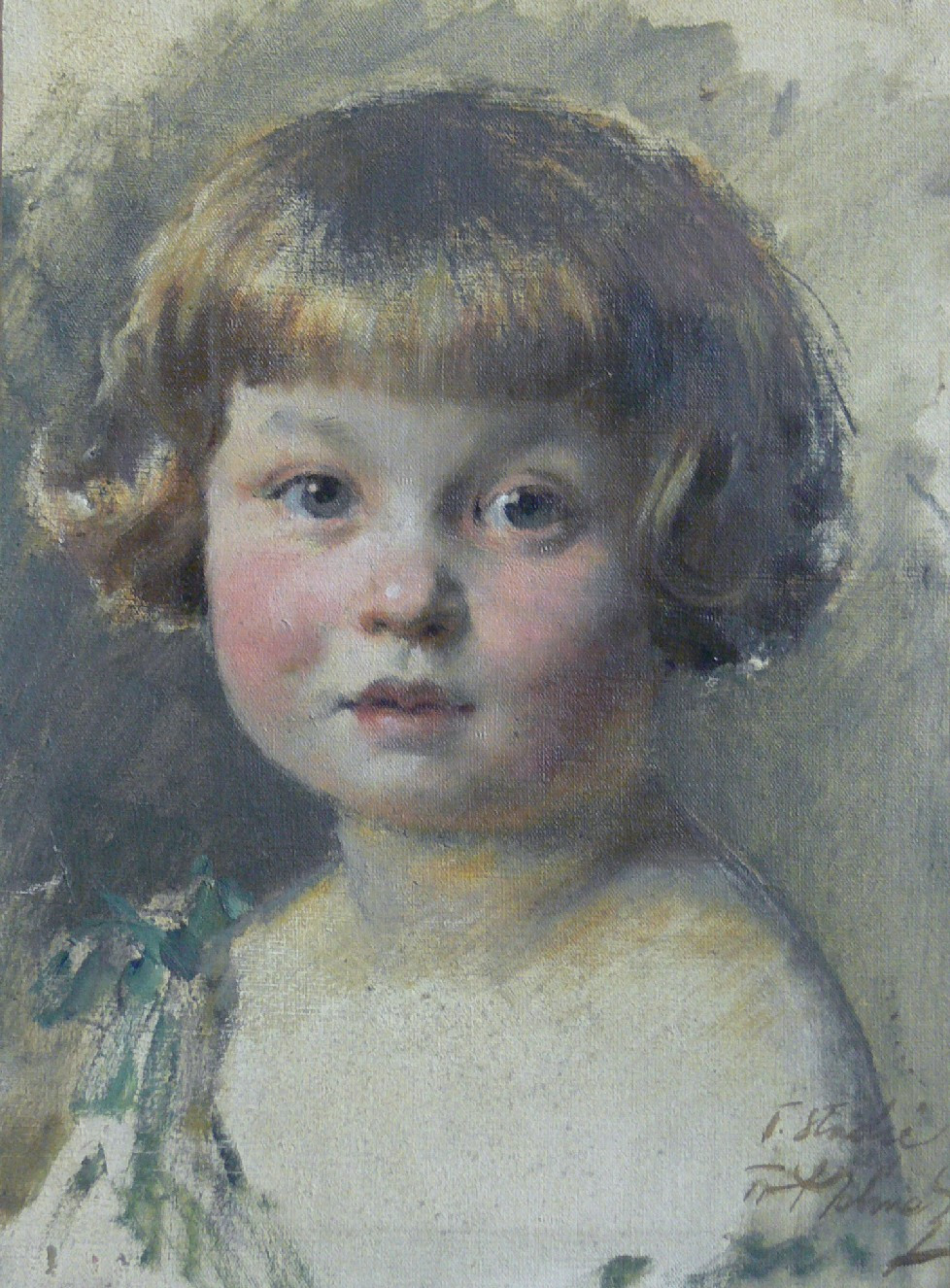
Studie hlavy dítěte (olej na plátně)
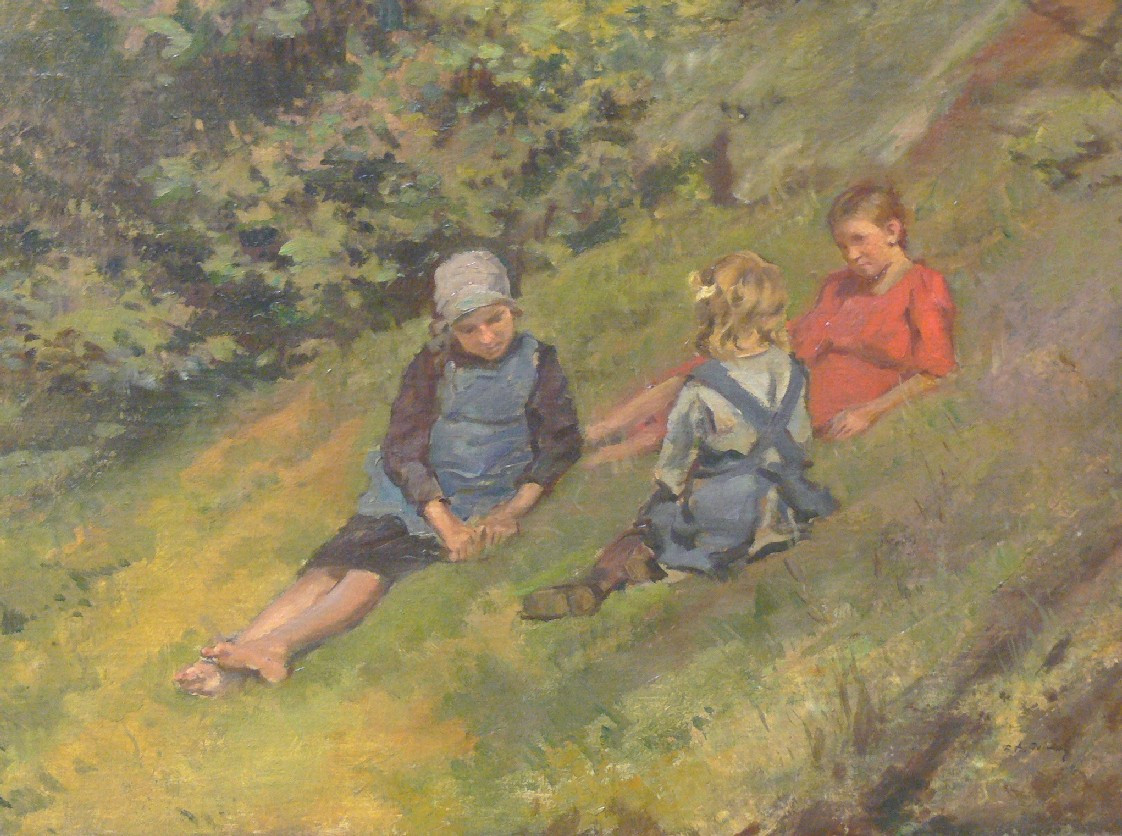
Děvčátka na louce (olej na plátně)
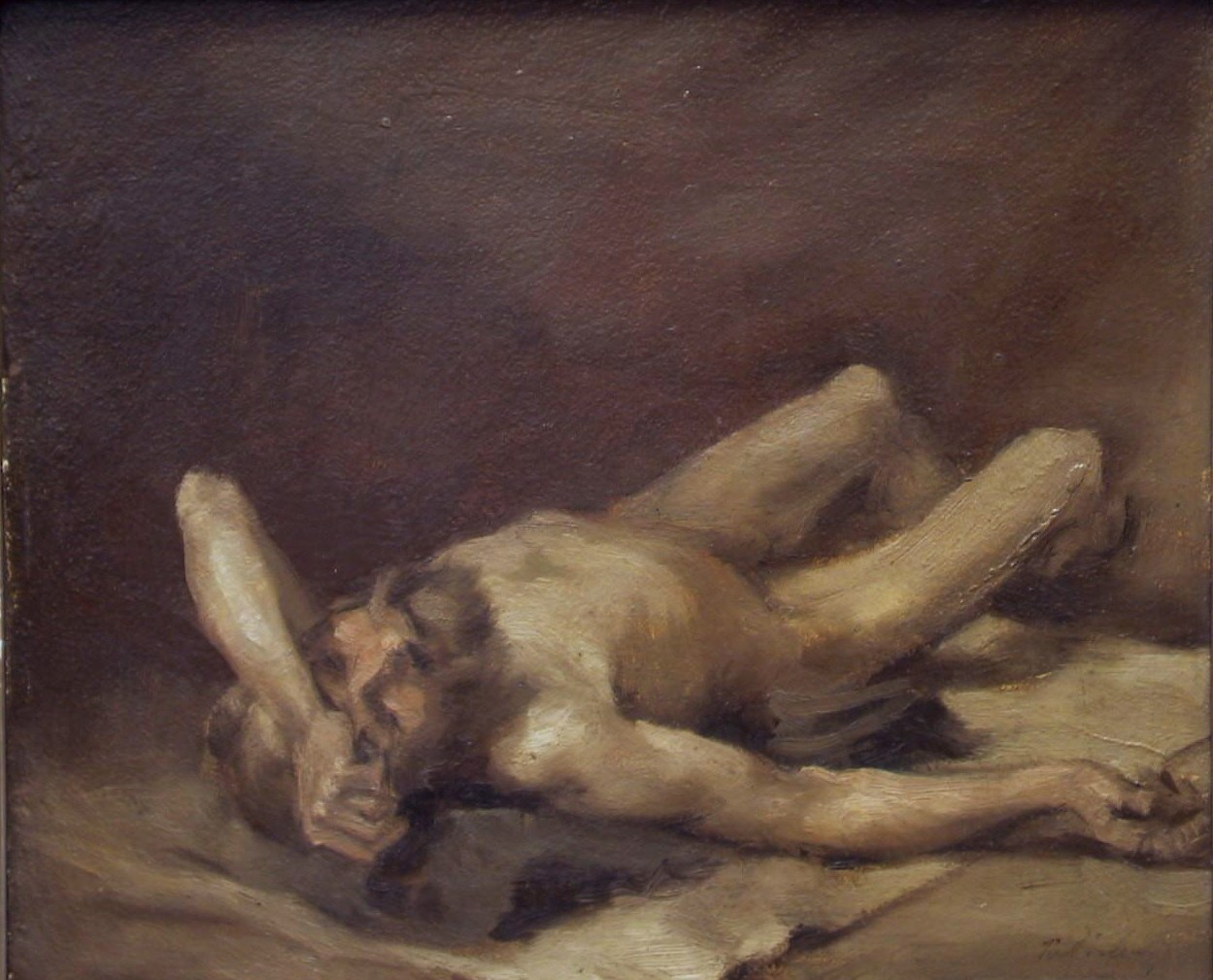
Ležící akt starého muže (olej na plátně)
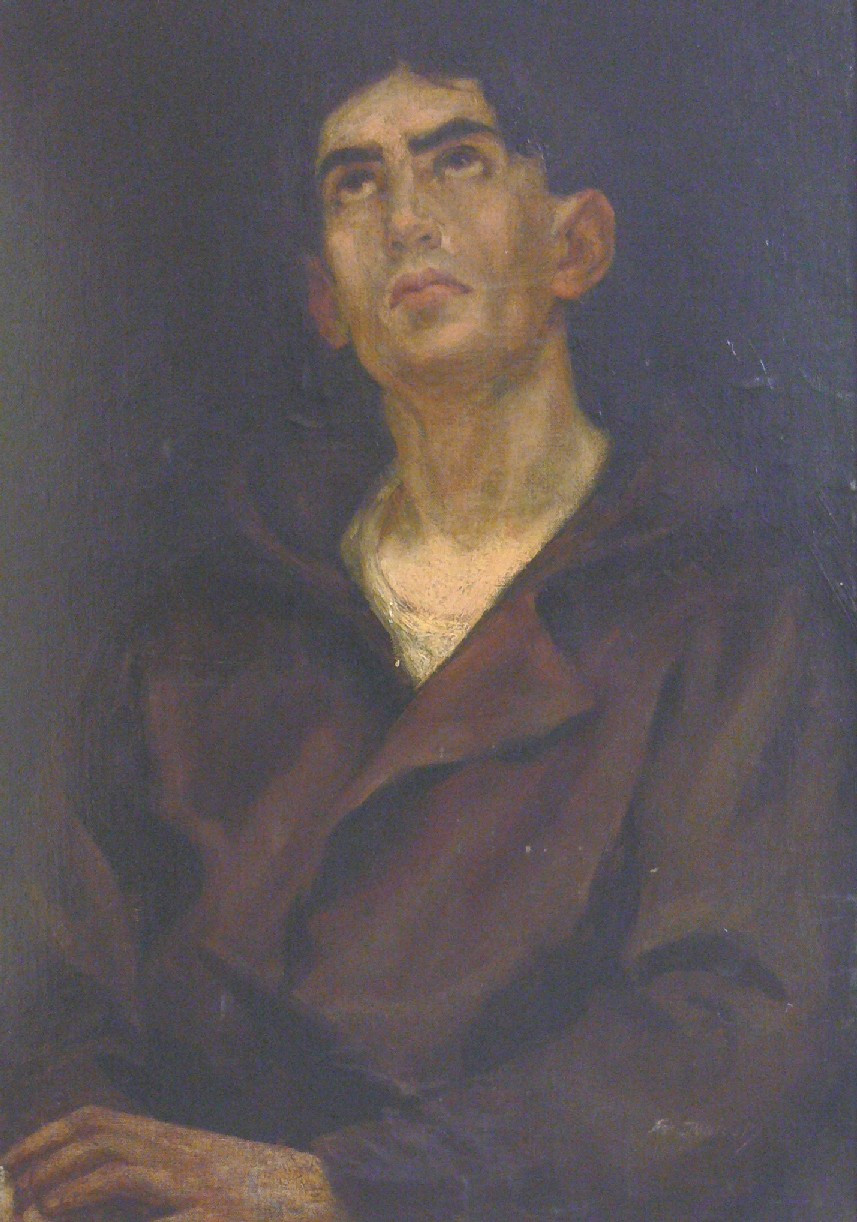
Muž v hnědém plášti (olej na plátně)
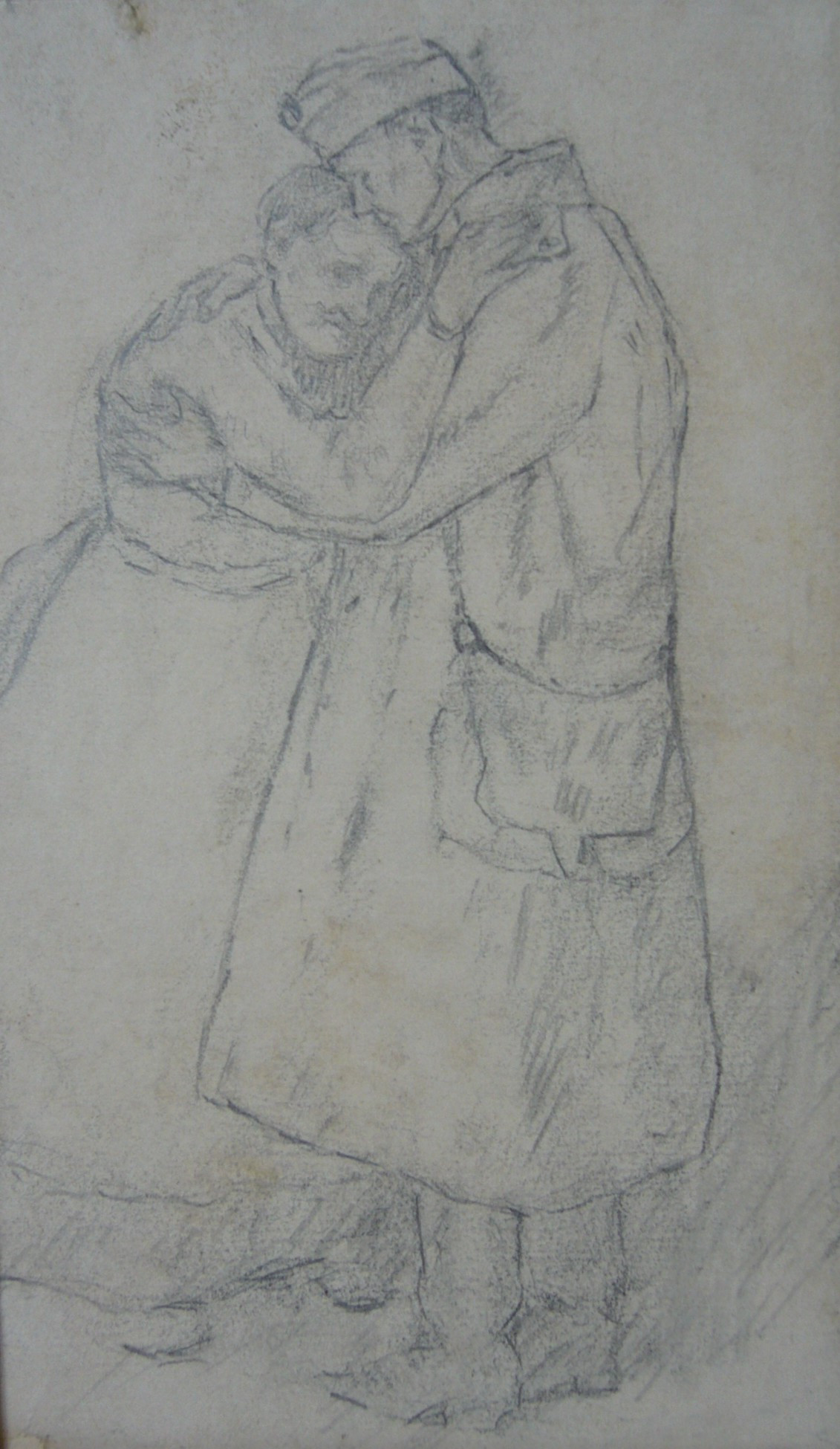
Voják objímající ženu, kol. 1918 (tužka)

### Severočeská galerie výtvarného umění v Litoměřicích
- Dělníci na trati (tužka)

#### Galerie

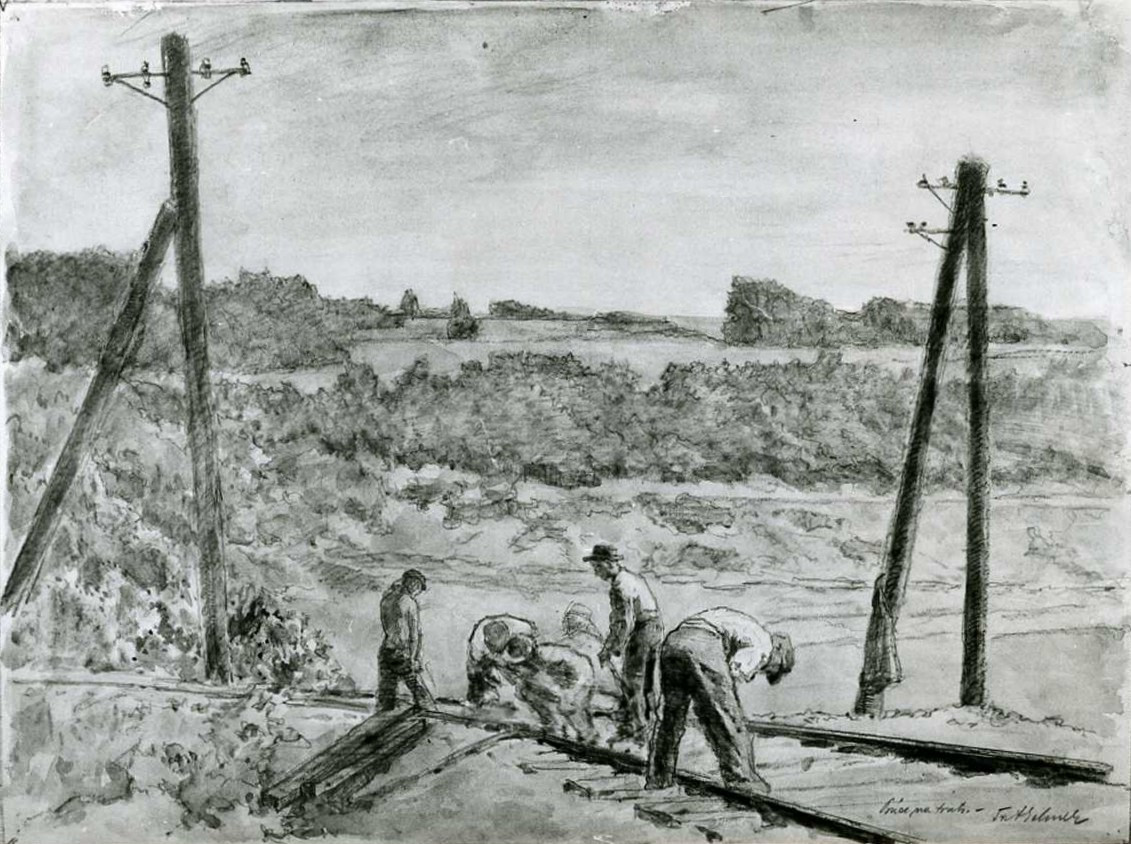
Dělníci na trati, kresba (tužka), kolem 1949

### Regionální muzeum a galerie v Jičíně
- Katedrála Sv. Víta v Praze (tužka)

#### Galerie

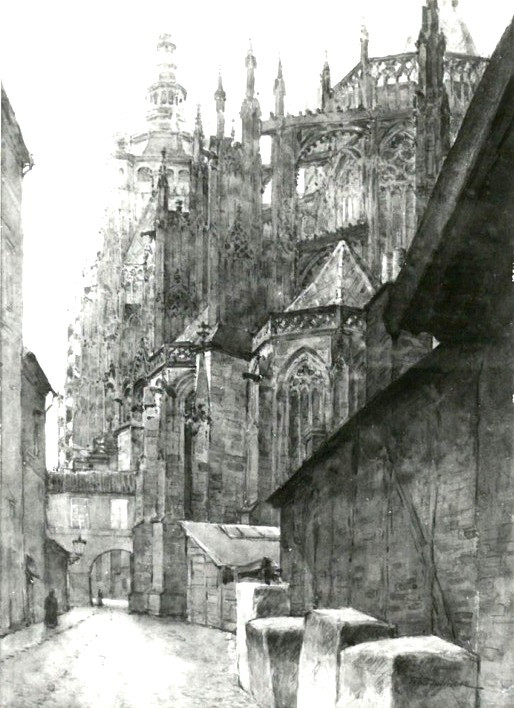
Katedrála Sv. Víta v Praze, kresba (tužka), před 1920

### Galerie Středočeského kraje

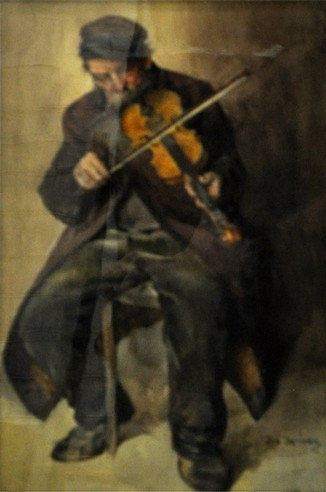
Muž hrající na housle (akvarel)
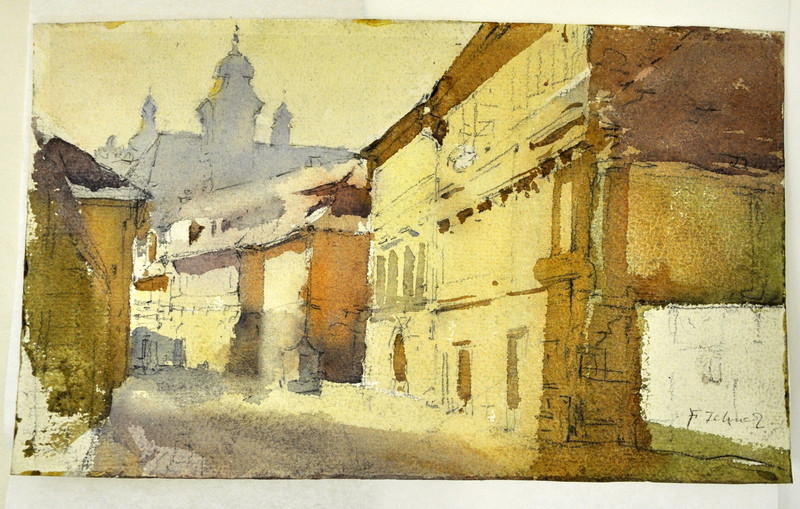
Ulice (akvarel)
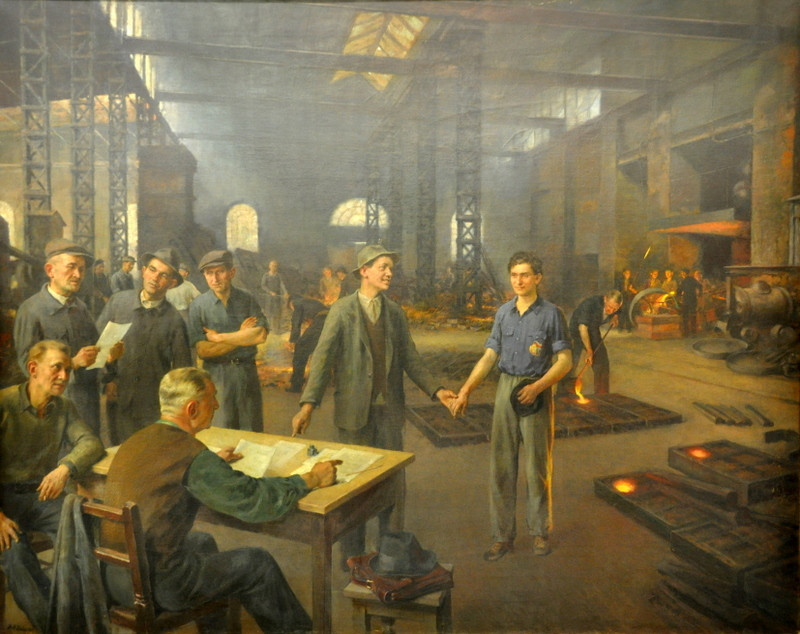
Závazky svazáků (olej)

#### Galerie
- Muž hrající na housle (akvarel)
- Ulice (akvarel)
- Závazky svazáků, kolem 1950 (olej na plátně)

### Městské muzeum a galerie Vodňany
- Koupání (olej)

#### Galerie

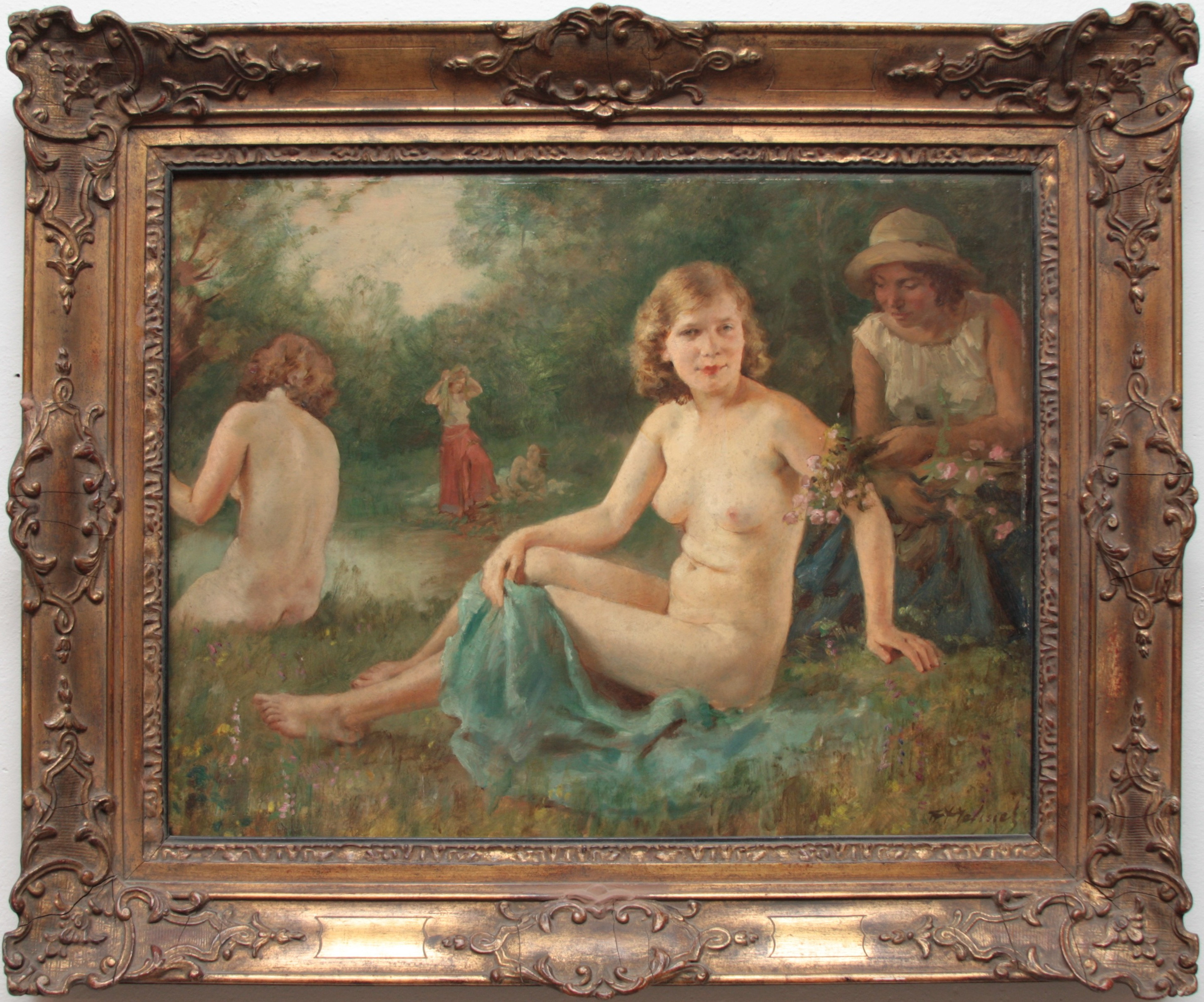
Koupání, před 1939 (olej na plátně)

### Galerie hlavního města Prahy
- Dr.Zdeněk Wirth (uhel, pastel)[6]

### Vojenský historický ústav Praha
- Příslušník 21.střeleckého pluku čs. legií ve Francii (olej)[7]

### Západočeská galerie v Plzni
- Portrét dámy (olej)[8]

### Muzeum Vysočiny v Havlíčkově Brodě
- Lipnický lom
- Listopad na Vysočině
- Usnula
- Autoportrét ak. malíře Fr. A. Jelínka (kol. 1960)
- Čtenářka
- Práce na trati

#### Galerie

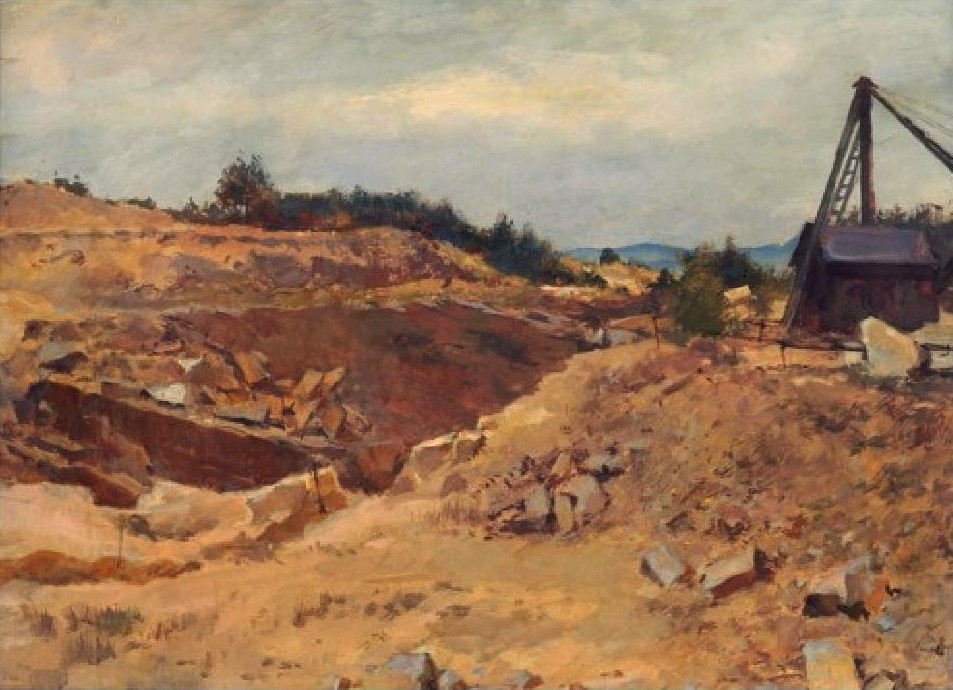
Lipnický lom, kol. 1952 (olej na plátně)
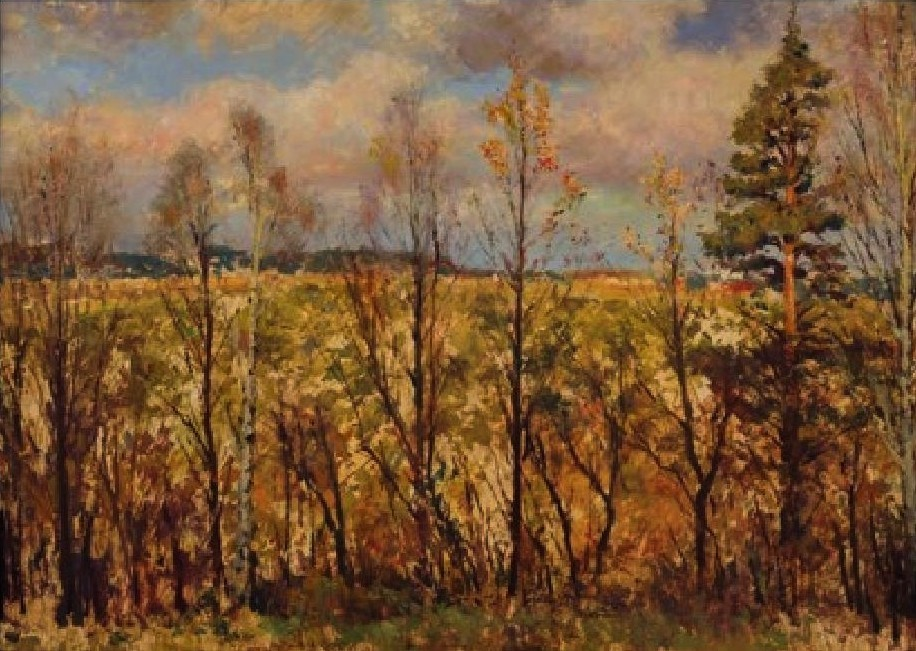
Listopad na Vysočině, kol. 1955 (olej na kartonu)
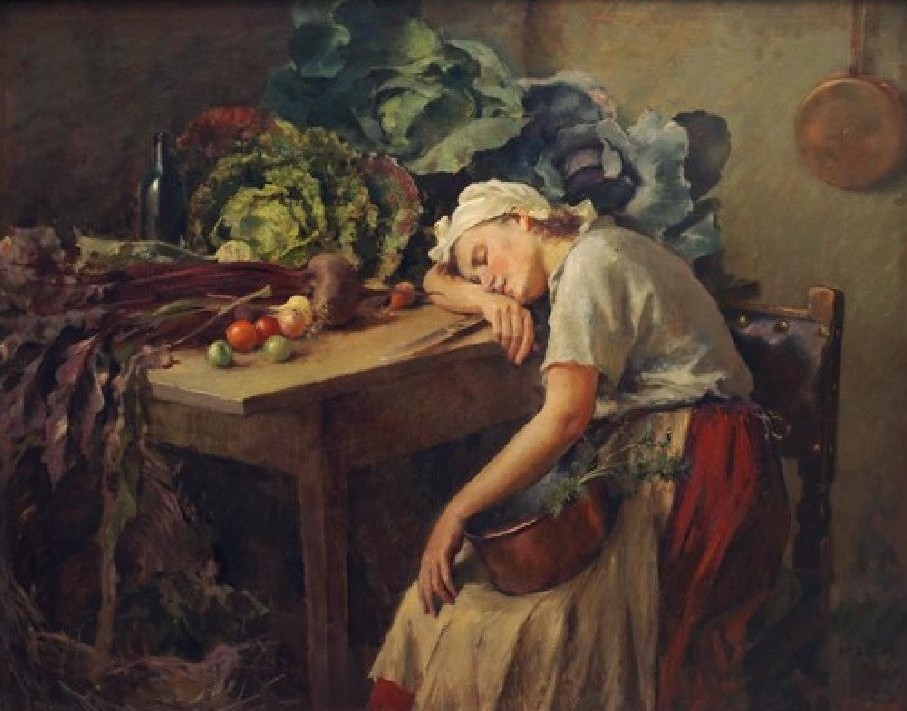
Usnula, kol. 1930 (olej na plátně)
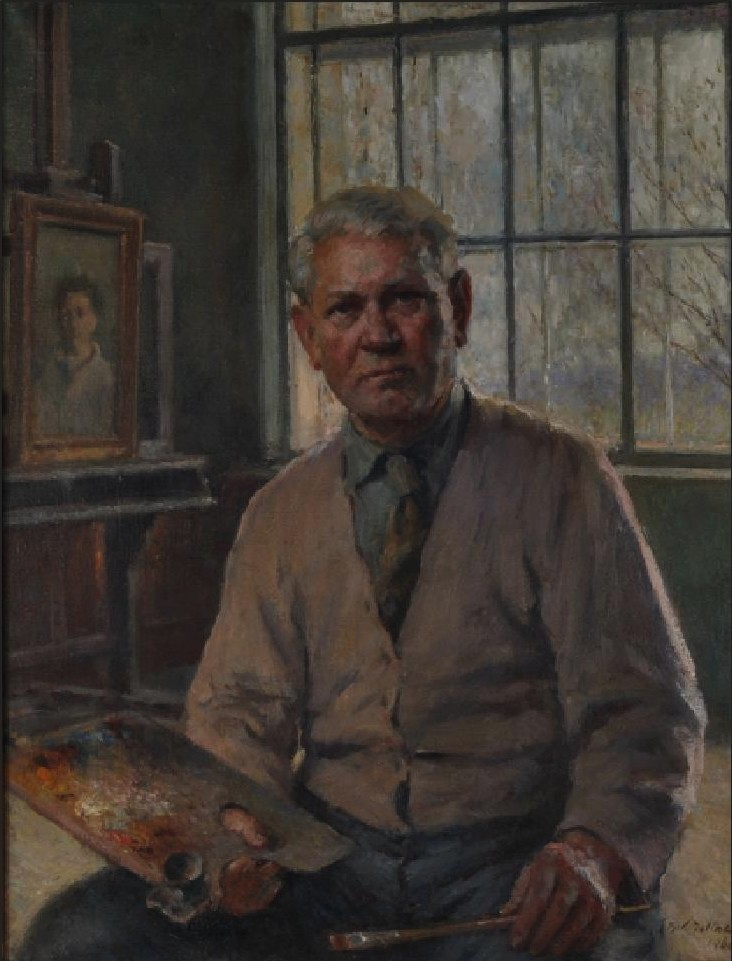
Autoportrét, kol. 1960 (olej na plátně)
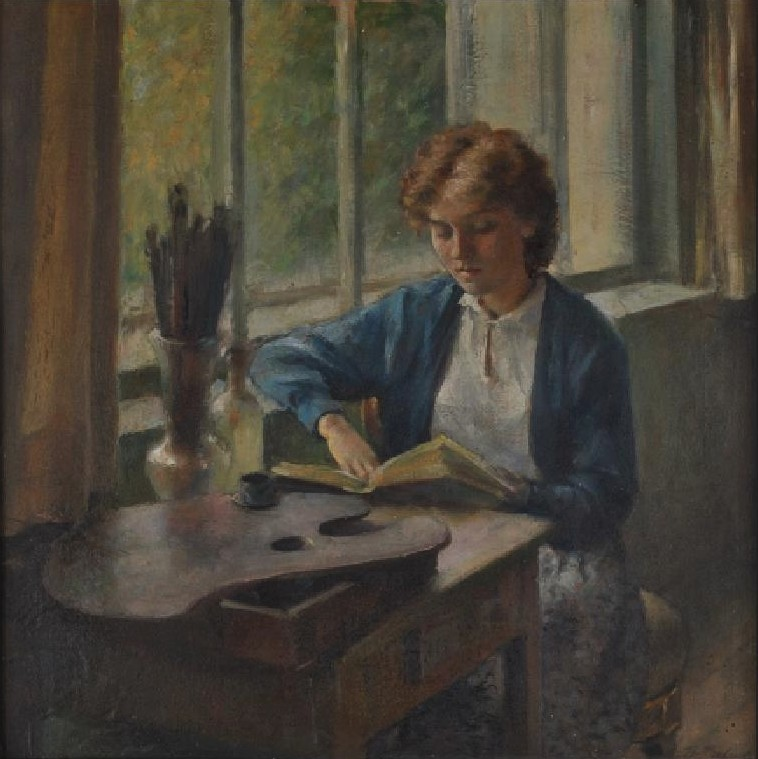
Čtenářka, kol. 1955 (olej na plátně)
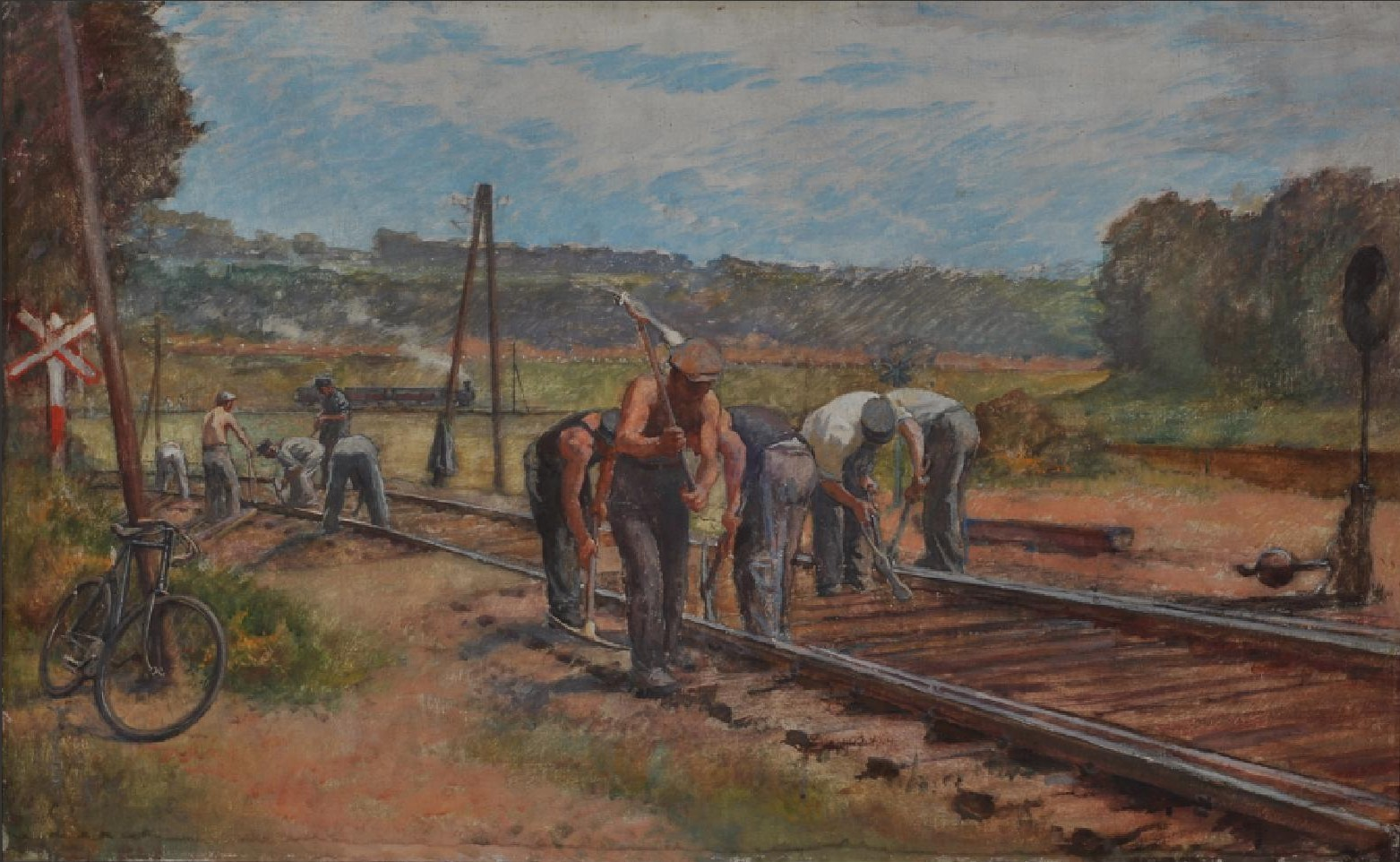
Práce na trati, kol. 1950 (olej na plátně)

## Obrazy v majetku zahraničních muzeí a galerií

### Muzeum krále Nikoli I. – Černá Hora
- Král Nikola I. (olej)
- Královna Milena (olej)

#### Galerie

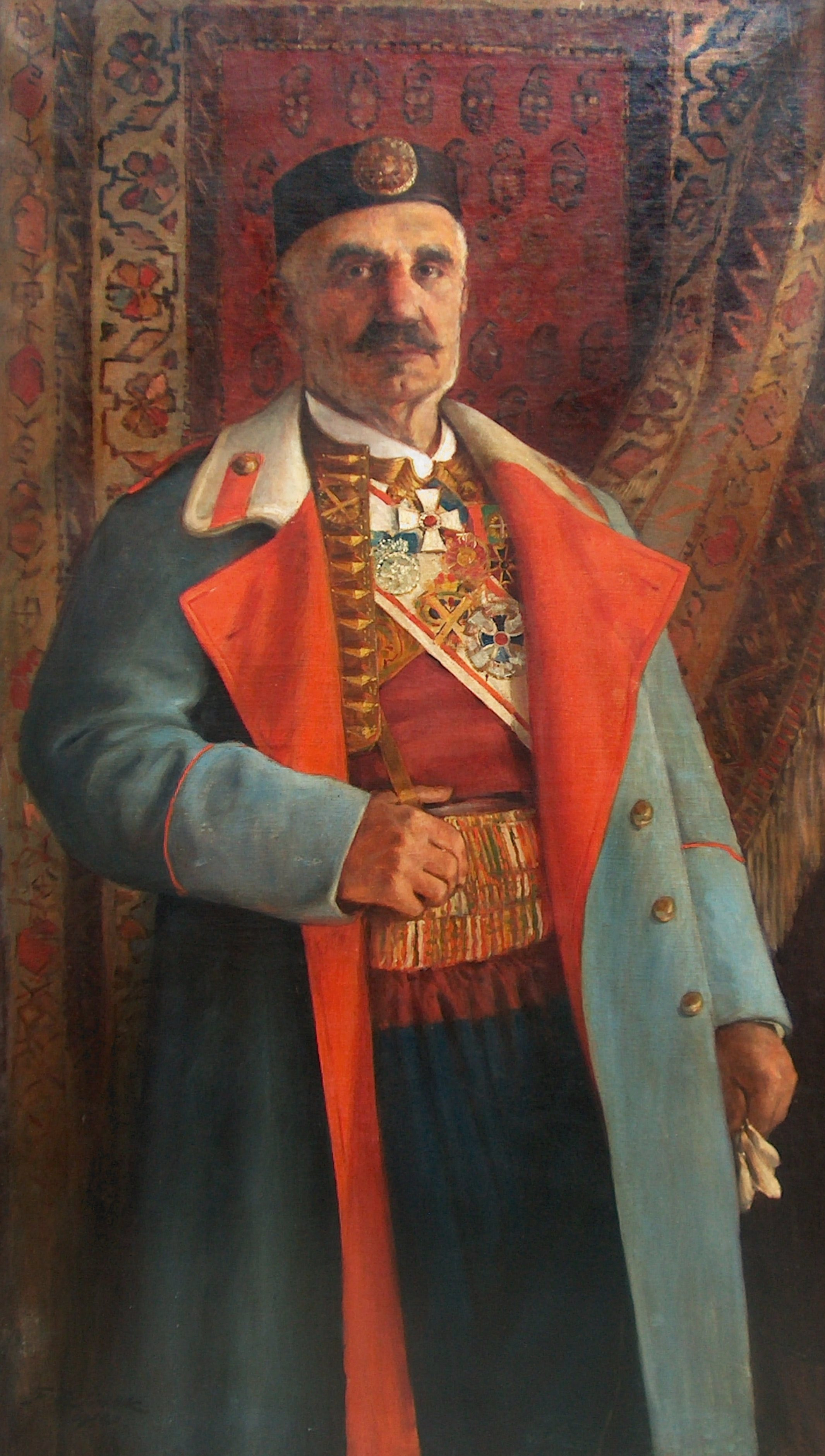
Král Nikola I.,1912 (olej na plátně)
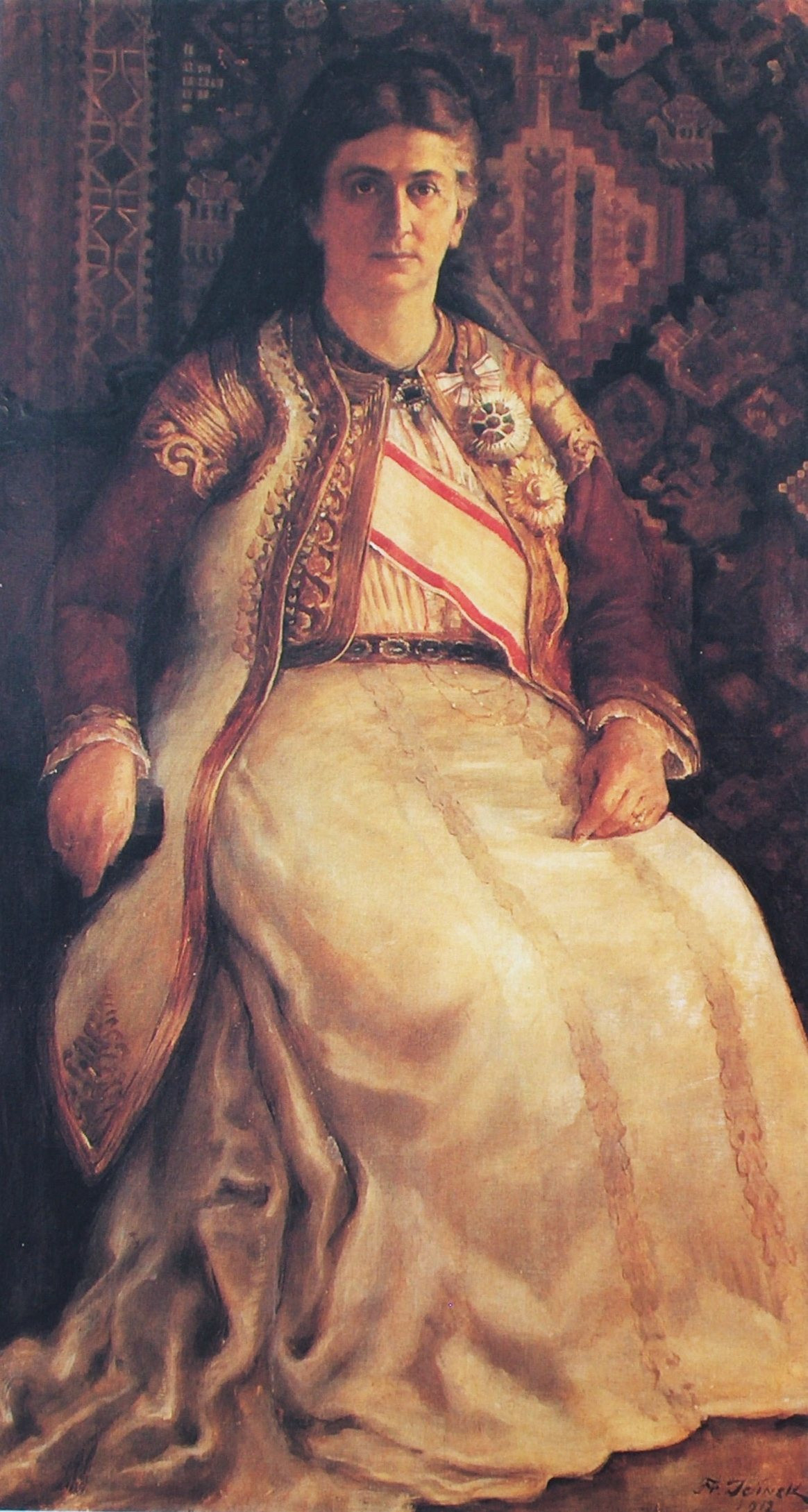
Královna Milena, 1912 (olej na plátně)